# アメリカの人権と人権政策
アメリカの人権と人権政策（アメリカのじんけんとじんけんせいさく）とは、アメリカ合衆国の人権に関する実績・政策・状況・問題とその推移を論述するものである。

## 植民地時代のアメリカ（現在のアメリカの領土内）の人権政策
- 1607年-1890年、先住民の居住地を併合。ヨーロッパからの植民者がアメリカ大陸の原住民を大量に殺害し、土地を収奪して植民地を建設し、アメリカ合衆国建国後はアメリカ国民および植民者が原住民を大量に殺害し、土地を収奪して領土を拡大した。1607年を始期としている意味はイギリスからの植民者が恒久的旧植民地を建設した年度である。
- 1619年-1865年、奴隷制を実施。奴隷商人がアフリカ大陸から購入した奴隷をアメリカ大陸への植民者とアメリカ合衆国市民が購入し、奴隷労働により生産する農業経済を確立した。独立宣言やアメリカ合衆国憲法で規定された生命・自由に関する規定は、奴隷には適用されなかった。

## 独立戦争 - 先住民との戦争終結までのアメリカの人権政策
- 1787年9月、アメリカ合衆国憲法を制定。アメリカ合衆国議会はアメリカ合衆国憲法を採択し、1789年3月憲法は発効した。
- 1862年7月、奴隷解放法を制定。アメリカ議会（上院・下院とも共和党が多数派）は、アメリカ合衆国に敵対する南部連合（アメリカ連合国）が保有する奴隷を解放する第二押収法を可決した。
- 1862年9月、奴隷解放を宣言。アメリカ政府（リンカーン大統領・共和党）は、米南部連合国支配地域の奴隷解放を宣言した。
- 1865年1月、奴隷制廃止の憲法修正条項の制定。アメリカ議会（上院・下院とも共和党が多数派）は、アメリカ合衆国の全ての州における奴隷制の廃止を規定する憲法修正13条を可決した。
- 1865年12月、奴隷制廃止の憲法修正条項を批准。アメリカ合衆国に加盟する州のうち、4分の3以上の州がアメリカ合衆国憲法修正13条を批准し発効した。
- 1865年12月-2022年5月時点、人種差別主義者による暴力。奴隷制度が廃止され、奴隷だった黒人が白人と対等の市民になったことに不満を持つ、白人優越思想を持つ人々は、秘密結社クー・クラックス・クラン（KKK）を設立し、黒人（アフリカ系アメリカ人）に対する暴行・傷害・殺害、選挙権行使の妨害、居住・就業・学校への入学の妨害、教会・交通機関の利用の妨害などの犯罪行為を繰り返した。それらの行為は1865年の奴隷制度廃止から1800年代後半までの期間、1900年代前半から1945年の第二次世界大戦終結までの期間、1945年の第二次世界大戦終結から1964年の公民権法制定までの期間、長期的には減少してきたが、2023年4月現在でも、秘密結社の会員数や人種差別思想に基づく犯罪・人権侵害は根絶されてはいない。
- 1871年、1871年の公民権法を制定。アメリカ議会（上院・下院とも共和党が多数派）は、アメリカ合衆国連邦法に違反する州法を個人が連邦裁判所に告訴し、連邦法に違反する州内の問題の裁判権を連邦裁判所に移管する権利、公共部門の雇用で人種・皮膚の色・性・宗教・出身国による差別を禁止を規定する、1871年の公民権法（Civil Rights Act of 1871）を可決し、グラント大統領が署名して成立した。1871年の公民権法は、奴隷制度廃止後に白人優越思想を持つ人種差別主義者が、黒人を殺害または黒人に対する殺人以外の犯罪・差別をしても、人種差別思想を持つ白人の警察官・検察官・裁判官・その他の公職者が、白人の黒人に対する犯罪や差別を隠蔽する不問にする正当化する現実があり、そのような行為を未然に予防し、既に行われた犯罪と差別は連邦裁判所への告訴により、問題を解決しようとする目的で作成された。
- 1890年5月、電気椅子による死刑の合憲判決。アメリカ最高裁判所は、電気いすによる死刑を合憲判決した。アメリカ最高裁はこの判決の中で、「火あぶり、はりつけ、車引きのように刑罰が明らかに残虐で異常な場合には、このような刑罰が憲法上禁止されると判断するのは裁判所の義務であろう。刑罰が拷問を伴うような場合、もしくは死を長引かせるような場合には、残虐である。……憲法の禁止する残虐な刑罰とは、非人道的かつ野蛮な刑罰のことであり，すなわち単に生命を奪うことに止まらない」と述べた。これは、死刑そのものではなく、死刑の執行方法の如何によっては、その死刑制度が修正8条の禁止する「残虐で異常な刑罰」に該当しうることを示したものである[1]。

## 先住民との戦争終結 - 第二次世界大戦終結までのアメリカの人権政策
- 1876-1964年、ジム・クロウ法（人種分離法）を制定。奴隷制度が廃止された後も、アメリカの南部の州では、白人と黒人の居住区、学校、職場、病院、鉄道、バス、教会を分離する法律が制定され、1964年の公民権法制定まで継続していた。また、1896年5月に、アメリカ最高裁判所は、「分離すれど平等」 (Separate but equal) の主義のもと、公共施設（特に鉄道）での黒人分離は人種差別に当たらないとし、これを合憲とした判決を出し、1954年のブラウン対教育委員会裁判で最終的に否定されるまで、アメリカの標準的な主義として残った。
- 1924年7月、移民帰化法に出身国による移民制限を規定。アメリカ議会（上院・下院とも共和党が多数派）は、移民帰化法に、移民希望者の出身国別受け入れ制限、日本人の移民受け入れ数を0にする、第13条C項の移民制限規定の追加を可決（排日移民法）、クーリッジ大統領（共和党）が署名し成立した。
- 1938年6月、公正労働基準法の制定。アメリカ議会（上院・下院とも民主党が多数派）は、未成年者の雇用を禁止し、超過勤務の時間給を50％増しとする公正労働基準法（Fair Labor Standards Act）を可決し、ルーズベルト大統領（民主党）が署名して成立した。
- 1935年8月、1935年の社会保障法を制定。アメリカ議会（上院・下院とも民主党が多数派）は、失業保険、退職給付金、障害者保険、死亡保険の給付を規定した1935年の社会保障法（Social Security Act of 1935）を可決し、ルーズベルト大統領（民主党）が署名して成立した。
- 1935年8月、1935年の連邦保険拠出法税を制定。アメリカ議会（上院・下院とも民主党が多数派）は、1935年の社会保障法の財源として、雇用主と被雇用者に課税する1935年の連邦保険拠出法税（Federal Insurance Contributions Act Tax of 1935）を可決し、ルーズベルト大統領（民主党）が署名して成立した。
- 1942年2月-1945年8月、日系市民を強制収容所に収監。アメリカ政府（ルーズベルト大統領・民主党）は、日系アメリカ人を強制収容所へ収監した。また、日系アメリカ人であるフレッド・コレマツが日系アメリカ人の強制収容は違憲と主張し提訴し、裁判で争ったが、アメリカ最高裁判所は、最終的に「日本人のスパイ活動は事実であり、戦時下では軍事上必要な事態である」との言い分のもと1944年12月に違憲ではないとの判断が下った。この判決自体は現在でも覆ってはいないが、2011年にはアメリカ合衆国司法省が公式的に過ちだったことを認めた。更に、合衆国政府としては、1988年にロナルド・レーガン大統領（共和党）が「市民の自由法（日系アメリカ人補償法）」に署名した際に、強制収容を受けた日系人に対して謝罪を表明している。

## 第二次世界大戦終結 - 冷戦終結までのアメリカの人権政策

### 1940年代後半
- 1945年11月-1948年12月、軍事裁判で連合国の人道犯罪を無視。アメリカ政府（トルーマン大統領・民主党）は他の連合国政府とともに、ニュルンベルク裁判、極東国際軍事裁判では、ドイツや日本が戦争を起こした罪、戦時下の捕虜や民間人の生命や自由を侵害した人道犯罪は訴追し有罪にしたが、アメリカ軍の日本本土空襲、広島市への原子爆弾投下、長崎市への原子爆弾投下、ドレスデン爆撃、モンテ・カッシーノ爆撃、ソ連軍のフィンランド侵攻、リトアニア、ラトビア、エストニア、モルドバへの軍事侵攻と併合、カティンの森事件、シベリア抑留、非占領地住民の強制移動、兵士による強姦、その他の捕虜や民間人の生命や自由を侵害した大多数の人道犯罪は不問にした。
- 1948年12月、ジェノサイド条約（集団殺害罪の防止および処罰に関する条約）に署名。アメリカ政府（トルーマン大統領・民主党）は、集団殺害罪の防止および処罰に関する条約（Convention on the Prevention and Punishment of the Crime of Genocide）に署名した。
- 1949年12月、ジュネーヴ諸条約 (1949年)に署名。アメリカ政府（トルーマン大統領・民主党）は、陸上の軍隊の負傷者と病人の条件の改善のためのジュネーブ条約（Geneva Convention for the Amelioration of the Condition of the Wounded and Sick in Armed Forces in the Field）、海上の軍隊の負傷者と病人と遭難者の条件の改善のためのジュネーブ条約（Geneva Convention for the Amelioration of the Condition of Wounded, Sick and Shipwrecked Members of Armed Forces at Sea）、戦争捕虜の取り扱いに関するジュネーブ条約（Geneva Convention relative to the Treatment of Prisoners of War）、戦争時の民間人の保護に関するジュネーブ条約（Geneva Convention relative to the Protection of Civilian Persons in Time of War）に署名した。

### 1950年代
- 1951年6月、難民の地位に関する条約に未署名。国際連合総会は、難民の地位に関する条約（Convention relating to the Status of Refugees）を採択した。アメリカ政府（採択時から歴代の大統領は、トルーマン・民主党、アイゼンハワー・共和党、ケネディ・民主党、ジョンソン・民主党、ニクソン・共和党、フォード・共和党、カーター・民主党、レーガン・共和党、ブッシュ・共和党、クリントン・民主党、ブッシュ・共和党、オバマ大統領・民主党、トランプ大統領・共和党、バイデン大統領・民主党）は、2023年4月時点で未署名である。
- 1954年5月、公立学校における学生の人種分離の違憲判決。アメリカ最高裁判所は、公立学校における学生の人種分離は、分離した施設が本質的に不平等なため、アメリカ合衆国憲法修正第14条に定める「平等保護条項」（Equal Protection Clause）に違反するとして、違憲判決を下した。この判決により、法律上の人種差別は、アメリカ合衆国憲法修正第14条（法の下における平等保護条項）に違反するとの判例が確立され、1896年のプレッシー対ファーガソン裁判における「分離すれど平等」という先例を覆し、少なくとも法律上の差別（de jure segregation）は解消された。
- 1955年8月、ジュネーブ条約を批准。アメリカ議会上院（民主党が多数派）は、陸上の軍隊の負傷者と病人の条件の改善のためのジュネーブ条約（Geneva Convention for the Amelioration of the Condition of the Wounded and Sick in Armed Forces in the Field）、海上の軍隊の負傷者と病人と遭難者の条件の改善のためのジュネーブ条約（Geneva Convention for the Amelioration of the Condition of Wounded, Sick and Shipwrecked Members of Armed Forces at Sea）、戦争捕虜の取り扱いに関するジュネーブ条約（Geneva Convention relative to the Treatment of Prisoners of War）、戦争時の民間人の保護に関するジュネーブ条約（Geneva Convention relative to the Protection of Civilian Persons in Time of War）を批准した。
- 1956年11月、公共交通機関における人種差別の違憲判決。アメリカ最高裁判所は、公共交通機関における人種隔離を定めたアラバマ州法とモンゴメリー市条例に対して、アメリカ合衆国憲法修正第14条に定める「平等保護条項」（Equal Protection Clause）に違反するとして、違憲判決を下した。この判決により、公共交通機関における人種差別を禁止することになる。更には、この判決を得るきっかけとなった黒人のバス・ボイコット運動の成功により、キング牧師はこれを契機として、全米各地での公民権運動を指導、非暴力直接行動と市民的不服従をかかげ、1963年8月28日、ワシントン大行進で25万人を集めた抗議集会を開催。アメリカの黒人運動は最高潮に達し、1964年の公民権法成立につながった。

### 1960年代
- 1963年6月、同一給与法の制定。アメリカ議会（上院・下院とも民主党が多数派）は、同一の質と量の労働に対して性別による差別を禁止する、同一給与法（Equal Pay Act of 1963）を制定し、ケネディ大統領（民主党）が署名して成立した。
- 1964年7月、1964年の公民権法を制定。アメリカ議会（上院・下院とも民主党が多数派）は、人種、皮膚の色、宗教、出身地、家族・家庭・家系などの本人の素質・努力・能力の範囲外の、出生時に決定される社会的属性による差別を禁止する、1964年の公民権法（Civil Rights Act of 1964）を可決、ジョンソン大統領（民主党）が署名して成立した。
- 1965年7月、雇用機会均等委員会を設立 アメリカ政府（ジョンソン大統領・民主党）は、1963年の同一給与法（Equal Pay Act of 1963）、1964年の公民権法（Civil Rights Act of 1964）に基づいて、その後に制定された、1967年の雇用における年齢差別禁止法（Age Discrimination in Employment Act）、1990年のアメリカ障害者法（Americans with Disability Act）も含めて、雇用における差別の予防・解消により雇用機会の均等を推進する、雇用機会均等委員会（Equal Employment Opportunity Commission）を設立した。
- 1965年7月、1965年の社会保障法の制定。アメリカ議会（上院・下院とも民主党が多数派）は、65歳以上の人、身体障害者、特定の病気の患者、自営業の低所得者が加入できる公的医療保険制度（Medicare , Medicaid）、1965年の社会保障法（Social Security Act of 1965）を可決し、ジョンソン大統領（民主党）が署名して成立した。
- 1966年、アファーマティブ・アクションの制度化。アメリカ政府（ジョンソン大統領・民主党）は、政府の事業の契約者および政府から補助金を受けた機関に対する義務付け、民事裁判による命令、民間法人の自主的な行為として、職場・学校において地域の人種構成比に応じた雇用率・入学率を達成するための計画を義務付ける（アファーマティブ・アクション、社会的・歴史的経緯による差別・機会不均等を積極的に是正する措置）大統領行政命令を公布した。
- 1966年6月、尋問される容疑者に、黙秘権を行使できること、また弁護士を雇うことができることを忠告しないことに対して違憲判決。アメリカ最高裁判所は、自己負罪に対するアメリカ合衆国憲法修正第5条の特権は、法を執行する役人が拘留されて尋問される容疑者に、黙秘権を行使できること、また弁護士を雇うことができることを忠告することを要求していると判断し、黙秘権を行使できること、また弁護士を雇うことができることを忠告せず、強要された自白内容を根拠に有罪判決を言い渡すことを違憲と判断した。この判決により、警察は、「ミランダ警告」として知られる告知を逮捕時に行うことを義務付けた。
- 1966年9月、人種差別撤廃条約に署名。アメリカ政府（ジョンソン大統領・民主党）は、あらゆる形態の人種差別の撤廃に関する国際条約（ICERD）に署名した。
- 1966年12月、自由権規約の第1選択議定書に未署名。国連総会は市民的・政治的権利に関する国際規約の選択議定書（ICCPR-OP1）を採択した。アメリカ政府は、大統領が民主党でも共和党でも、2018年12月時点で署名していない。
- 1967年6月、ヴァージニア州の異人種間結婚を禁じる法律の違憲判決。アメリカ最高裁判所は、1883年のペイス対アラバマ州の判決を覆して、ヴァージニア州の反異人種間混交法である1924年人種統合法について、アメリカ合衆国憲法修正第14条の平等保護条項に反していると判断し、違憲と判決した。この判決により、アメリカ合衆国における人種に基づく結婚規定を全て終わらせた。
- 1967年10月、雇用における年齢差別禁止法を制定。アメリカ議会（上院・下院とも民主党が多数派）は、40歳以上の人に対する雇用、給与、一時解雇、差別、仕事の制限、定年退職制度を禁止する、年齢による雇用差別禁止法（Age Discrimination in Employment Act）を可決し、レーガン大統領（共和党）が署名して成立した。
- 1968年4月、1968年の公民権法を制定。アメリカ議会（上院・下院とも民主党が多数派）は、住宅の販売と賃貸に関して、人種、皮膚の色、宗教、出身地、家族・家庭・家系などの本人の素質・努力・能力の範囲外の、出生時に決定される社会的属性による差別を禁止する、1968年の公民権法（Civil Rights Act of 1968）を可決、ジョンソン大統領（民主党）が署名して成立した。
- 1968年、憎悪犯罪禁止関連法を制定。アメリカ議会（上院・下院とも民主党が多数派）は、人種や肌の色、宗教、国籍を理由にヘイトクライムを行う行為を違法行為とする憎悪犯罪禁止関連法を可決し、ジョンソン大統領（民主党）が署名して成立した[2]。
- 1968年11月、難民条約の議定書に加盟。アメリカ政府（ジョンソン大統領・民主党）は、難民の地位に関する条約の議定書（Protocol relating to the Status of Refugees）に加盟した。

### 1970年代
- 1972年6月、死刑の違憲判決。アメリカ最高裁判所は、死刑はアメリカ合衆国憲法修正第8条が禁止する残虐な刑罰に相当する違憲であるか、相当しない合憲であるかについて争われ、 死刑を違憲判決した。但し、結論として違憲判決を出したものの、法廷意見や相対多数意見を形成できず、裁判官全員が個別に意見を述べる異例の判決となった[1]。その効力は直接的には本件で問題となったジョージア州法等に限定されていたが、その年から1976年までの約4年間全米で死刑制度が廃止された。
- 1973年1月、妊娠中絶の合憲判決。アメリカ最高裁判所は、妊娠中絶は妊娠している女性が自分の意志で自由に決定できると判決した。
- 1975年11月、障害者個人教育法を制定。アメリカ議会（上院・下院とも民主党が多数派）は、視力障害、聴覚障害、言語障害、学習障害、精神遅滞、情緒障害、自閉症、外傷性脳損傷、他の健康障害を持つ障害者に対する適切な教育を無料で提供することを規定し、障害児ひとりひとりに対する個別教育計画が教師や親の参加で計画され、計画に基づいて教育が実践されることを義務づけた障害者個人教育法（Individuals with Disabilities Education Act）を可決、フォード大統領（共和党）が署名して成立した。
- 1975年4月、ジュネーブ条約を批准。アメリカ議会上院（民主党が多数派）は、戦争捕虜の取り扱いに関するジュネーブ条約（Geneva Convention relative to the Treatment of Prisoners of War）を批准した。
- 1976年7月、死刑の合憲判決。アメリカ最高裁判所は、死刑はアメリカ合衆国憲法修正第8条が禁止する残虐な刑罰に相当する違憲であるか、相当しない合憲であるかについて争われ、犯した罪の重大性と比較して過剰でない条件付で合憲判決した。判決後、死刑制度が復活し、翌1977年から死刑の執行も再開された。また、この判決が出された同日に、他に死刑に関する4つの判決があったが、それらの判決より、加重事由や減軽事由といった死刑宣告の恣意性を排除するために死刑の宣告機関に指針を設ける州法の規定は合憲判決を下し、その一方で、減軽事由を考慮することなく、特定の犯罪類型を犯した者について絶対的に死刑を科する州法の規定は違憲という判決も下した[1]。それ以後も、執行方法によっては残虐であるとして違憲とされたケースが有る。
- 1977年6月、ジュネーブ条約の追加議定書に未署名。国連総会は国際的武力紛争の被害者の保護に関するジュネーブ条約の追加議定書（Protocol Additional to the Geneva Conventions and relating to the Protection of Victims of International Armed Conflicts）、国際的でない武力紛争の被害者の保護に関するジュネーブ条約の追加議定書（Protocol Additional to the Geneva Conventions and relating to the Protection of Victims of Non-International Armed Conflicts）を採択した。アメリカ政府は歴代の民主党の大統領も共和党の大統領も署名せず、2007年8月時点で未署名である。
- 1977年6月、成人女性に対する強制性交罪で犯人に死刑を科すことに対して違憲判決。アメリカ最高裁判所は、成人女性に対する強姦罪で犯人に死刑を科すのは過大な刑罰であり、アメリカ合衆国憲法修正第8条により違憲であると判決した。しかし、この後にも子供に対する強姦で死刑を科す法律が存在し、2008年のケネディ対ルイジアナ州事件で、人に対する犯罪は殺人を伴わない全ての場合において死刑が違憲であると判決され、コーカー判決の対象範囲が拡大された。
- 1977年12月、社会権規約に署名。アメリカ政府（カーター大統領・民主党）は、経済的、社会的及び文化的権利に関する国際規約（ICESCR）に署名した。アメリカ議会上院（署名時からの歴代の多数派は、署名時1977年12月-1981年1月3日は民主党、1981年1月4日-1987年1月3日は共和党、1987年1月4日-1995年1月3日は民主党、1995年1月4日-2007年1月3日は共和党、2007年1月4日-2009年1月3日は民主党）は、2007年8月時点で未批准である。
- 1977年12月、自由権規約に署名。アメリカ政府（カーター大統領・民主党）は、市民的・政治的権利に関する国際規約（ICCPR）に署名した。
- 1978年2月、1978年の外国諜報監視法を制定。アメリカ議会（上院・下院とも民主党が多数派）は、アメリカ合衆国を武力で攻撃する可能性がある外国の軍事組織または民間の武装勢力の構成員・協力者に対して、裁判所の令状により通信の傍受を容認する1978年の外国諜報監視法（Foreign Intelligence Surveillance Act of 1978）を可決し、カーター大統領（民主党）が署名して成立した。
- 1978年6月、カリフォルニア大学デービス校カリフォルニア大学デーヴィス校のメディカル・スクールの割り当て制度を違反として白人男性に入学許可を出すとともに、アファーマティブ・アクションに対して合憲判決。カリフォルニア大学デーヴィス校のメディカル・スクールに志願したが1973年・1974年と2年連続で落ちた白人男性が、自身より点数の低い志願者がマイノリティを対象とした割り当て制度（定員100人の内16人）により合格するのは憲法修正第14条とカリフォルニア州憲法の同趣旨の規定および1964年公民権法第六編に違反し逆差別であるとして入学の許可を求めた提訴に対して、アメリカ最高裁判所は割り当て制度を違反として白人男性に入学許可を出すとともに、アファーマティブ・アクションに対して合憲判決を下した。また、パウエル判事は「多様性の確保」のみが人種の考慮を正当化しうる根拠であるとし、これが2023年6月まで大学の入学者選抜におけるアファーマティブ・アクションの指針となった[3][4]。

### 1980年代
- 1980年7月、女子差別撤廃条約に署名。アメリカ政府（カーター大統領・民主党）は、女性に対するあらゆる形態の差別の撤廃に関する条約（CEDAW）に署名した。アメリカ議会上院（署名時からの歴代の多数派は、署名時-1981年1月3日は民主党、1981年1月4日-1987年1月3日は共和党、1987年1月4日-1995年1月3日は民主党、1995年1月4日-2007年1月3日は共和党、2007年1月4日-2009年1月3日は民主党）は2017年12月時点で、トランプ大統領になっても未批准である。同時点で、こどもの権利条約も未批准である。
- 1982年7月、ニューヨーク州のポルノ規制の合憲判決。アメリカ最高裁判所は、児童ポルノは表現の自由を保障したアメリカ合衆国憲法修正第1条が保護する対象に当たらず、猥褻性の有無にかかわらずその頒布を規制することができると判断し、ニューヨーク州のポルノ規制に対して、合憲判決を下した。これにより1984年、アメリカ議会（上院は共和党、下院は民主党が多数派）は猥褻でない児童ポルノにまで頒布規制を拡大した。
- 1986年6月、心神喪失状態にある者に死刑執行することに対して違憲判決。謀殺罪で有罪とされ死刑判決を受けた死刑確定囚が、その後心神喪失状態に陥り，死刑の意味がわからない状態になった。フロリダ州知事がFordの死刑執行命令書に署名したことから、Fordの弁護人が人身保護令状を請求した事案であった。アメリカ最高裁は、死刑執行時に心神喪失状態にある者に対する死刑執行は修正8条に違反するとし、違憲判決した。[1]。
- 1987年4月、人種差別に基づく恣意的な死刑適用がなされているとの訴えに対して否定し、合憲判決。統計調査（バルダス調査）により、白人より黒人の方が多く死刑適用されていることを根拠にして、ジョージア州の人種差別的な死刑運用が修正8条、同14条に違反すると主張した。アメリカ最高裁判所は、人種差別的意図または目的の根拠が必要であるところ、被告人は調査研究に基づき自己に対する死刑宣告が差別に基づくものであるという推論を示しているに過ぎず、自身の事件に対して死刑を判断した者が差別的目的を持っていたことを証明していない。また、ジョージア州が差別目的を持って行動したとの証明もなされていないことなどから、平等保護条項違反の主張に理由はないこと。死刑の修正8条適合性判断に関する先例の判断を確認した上で、量刑段階で陪審に指針を与え、かつ、下級裁判所の死刑判決に対しては自動的に上級裁判所が再審理を行う手続の内容からすると、法律上の規定は死刑制度における裁量の重要性と、その裁量の濫用を極小化するものであることから、ジョージア州の死刑宣告制度は修正8条に違反しない。手続において人種的偏見を最小化するように安全装置が策定されていること、刑事裁判制度において陪審裁判は人種的偏見から刑事被告人の生命や自由を基本的に保護してきたこと、そして裁量が刑事被告人に利益を与えていることからすると、統計調査は本件の量刑判断に人種が介在したことを証明しているとはいえないとして、被告人に対する死刑の人種差別的適用を否定して、ジョージア州法の規定を合憲判決した[1]。
- 1986年10月、移民改革管理法を制定。アメリカ議会（上院は共和党、下院は民主党が多数派）は、移民改革管理法（Immigration Reform and Control Act 2006）、通称シンプソン・マッツォーリ法（Simpson-Mazzoli Act）を可決し、レーガン大統領（共和党）が署名して成立した。移民改革管理法はアメリカへの不法移民・滞在者を減少させるために、不法滞在者を故意に雇用した雇用主に罰金刑を科すとともに、1982年1月以後アメリカに不法に滞在し雇用されている不法滞在者に1年間の恩赦を与え、アメリカの市民権を申請することを可能にした。その結果270万人の不法滞在者が合法滞在者になった。
- 1988年4月、拷問禁止条約に署名。アメリカ政府（レーガン大統領・共和党）は、拷問・他の残虐な、非人道的な又は品位を傷つける取扱い又は刑罰に関する条約（CAT）に署名した。
- 1988年6月、犯行時16歳未満の未成年に死刑を科すことに対して違憲判決。殺人を犯した15歳の少年に対して，陪審はオクラホマ州法上の加重事由が認められることから死刑を宣告した事件で，16歳未満の者を死刑にするオクラホマ州法の規定の憲法適合性が問題となった。アメリカ最高裁判所は、修正第8条「残虐かつ異常な刑罰」の判断基準である「社会の成熟度を示す品性という発展的な基準」を用いて、立法動向と陪審の態度、応報・犯罪抑止力という刑罰目的の観点から検討を加えて、違憲判決を出した[1]。
- 1988年10月、1988年の市民の自由法を制定。アメリカ議会（上院・下院とも民主党が多数派）は、第二次世界大戦中に強制収容所に収監された日系アメリカ民に対して、被害者一人あたり20000ドルを賠償する、1988年の市民の自由法（Civil Liberties Act of 1988）を可決し、レーガン大統領（共和党）が署名して成立。アメリカ政府は日系人強制収容は自由に対する重大な侵害であったと認め謝罪した。[5]
- 1988年12月、集団殺害罪の防止および処罰に関する条約を批准。アメリカ議会上院（民主党が多数派）は、集団殺害罪の防止および処罰に関する条約を批准した。
- 1989年6月、精神遅滞者に死刑を科すことに対して合憲判決。強姦殺人を犯した被告人 Penry はIQが54で精神年齢6歳半程度という、軽度の精神遅滞者（知的障害者）であった。テキサス州裁判所はこの被告人に死刑を言い渡した。連邦最高裁は、この被告人に死刑を科すことが修正8条の「残虐かつ異常な刑罰」に当たるか否かを判断するに際し，同条「残虐かつ異常な刑罰」の判断基準である「社会の成熟度を示す品性という発展的な基準」を用いて、2つの州しか精神遅滞者に対する死刑を禁止しておらず，精神遅滞者の処罰反対についての国民的合意があるという十分な証拠が存在しないこと、また、刑罰の均衡の観点から、精神遅滞も多様でありその有責性も個々に判断できるのであって、全ての精神遅滞者が一律に死刑を執行しうる程度の有責性を持つ行為をするわけではないとして、合憲判決した[1]。 2002年6月のアトキンス対バージニア州判決が出るまで、精神遅滞者に死刑を科すことに対して合憲状態が続いた。
- 1989年6月、犯行時16歳以上の者に死刑を科すことに対して合憲判決。強盗・殺人を犯した16歳の少年の事件と強盗・強姦・殺人を犯した17歳の少年の事件で死刑の適否に関する判断が、連邦最高裁判所によって出された。州の陪審はこれらの少年に死刑を宣告して下級審で死刑判決が出され、州最高裁もその死刑判決を維持したのに対して、被告側がアメリカ最高裁に上告した事件である。そこでの争点は、16歳および17歳の少年に死刑を科することが修正8条に違反するか否かであった。アメリカ最高裁は、Coker判決、Enmund 判決、Ford 判決等の諸判決でそれぞれ問題となった。成人女性を強姦した者、殺人の幇助をしたに過ぎない者、心神喪失者に対する死刑は、ほとんど、あるいは、全ての州で認められていないことから修正8条違反を導いたと説明した。その上で、16歳以上の者に死刑を科することについては、死刑を認める多数の州でこれを容認していることから、合憲判決した[1]。また、2005年5月にローパー対シモンズ判決が出るまで16歳と17歳の未成年に死刑を科すことについては合憲の状態が続いた。
- 1989年12月、自由権規約第2選択議定書採択（米国未署名）。国連総会は、自由権規約の第2選択議定書（死刑廃止議定書）を採択した。アメリカ政府は、2018年11月時点で未署名である。

## 冷戦終結 - 現在までのアメリカの人権政策

### 1990年代

#### 1990年代前半
- 1990年7月、アメリカ障害者法の制定。アメリカ議会（上院・下院とも民主党が多数派）は、障害者が社会的・経済的に健常者と同等に社会参加し、機会均等を実現するために、連邦政府、州政府が障害者を差別すること、障害者に対する差別的な政策・社会環境を禁止し、障害者が健常者と同等に、社会の全ての場にアクセス可能な環境整備を義務付けたアメリカ障害者法（Americans with Disability Act）を可決し、ブッシュ大統領（共和党）が署名して成立した。
- 1990年12月、移住労働者保護条約に未署名。国連総会は全ての移住労働者及びその家族の権利の保護に関する国際条約を採択した。アメリカ政府（採択時から歴代の大統領は、ブッシュ・共和党、クリントン・民主党、ブッシュ・共和党、オバマ・民主党、トランプ・共和党、バイデン・民主党、トランプ・共和党[第2次]）は、は、2025年5月時点で未署名である。
- 1992年6月、市民権規約を批准。アメリカ議会上院（民主党が多数派）は、市民的・政治的権利に関する国際規約（ICCPR）を批准した。
- 1993年2月、育児介護休業法の制定。アメリカ議会（上院・下院ともに民主党が多数派）は、被雇用者が育児や介護のために休暇を取得する権利を規定し、休暇取得者に対する雇用主からの不利益な扱いを禁止し、職場に復帰した時に休職時と同じ待遇を義務付ける、育児介護法休業法（Family and Medical Leave Act of 1993）を可決し、クリントン大統領（民主党）が署名して成立した。
- 1994年10月、人種差別撤廃条約を批准。アメリカ議会上院（民主党が多数派）は、あらゆる形態の人種差別の撤廃に関する国際条約（ICERD）を批准した。
- 1994年10月、拷問等禁止条約を批准。アメリカ議会上院（民主党が多数派）は、拷問・他の残虐な、非人道的な又は品位を傷つける取扱い又は刑罰に関する条約（CAT）を批准した。

#### 1990年代後半
- 1995年2月、児童の権利に関する条約に署名。アメリカ政府（クリントン大統領・民主党）は、児童の権利に関する条約（CRC）に署名した。アメリカ議会上院（多数派は、署名時1995年2月-2007年1月3日は共和党、2007年1月4日-2015年1月3日は民主党、2015年1月4日-2021年1月3日は共和党）は2018年11月時点で未批准である。
- 1996年7月、入学者を男子に限定していたバージニア州立軍事学校の規定に対して違憲判決。バージニア州立軍事学校の入学対象者を男性に限定する規定に対して、アメリカ最高裁は、憲法修正第14条に定める「デュープロセス条項」に反していると判断し、違憲と判決した。
- 1997年8月、納税者の負担軽減の制定。アメリカ議会（上院・下院とも共和党が多数派）は、納税者に対して、17歳未満の被扶養児童の養育者、住宅購入者、遺産相続者、自営業者、教育のための貯蓄、年金受給者に対する減税を規定した、納税者救済法（Taxpayer Relief Act of 1997）を可決し、クリントン大統領（民主党）が署名して成立した。
- 1998年7月、国際刑事裁判所条約の採択に反対投票。アメリカ政府（クリントン大統領・民主党）は、国連外交会議で国際刑事裁判所条約（ICC）の採択に反対投票した。
- 1999年12月、女子差別撤廃条約の選択議定書に未署名。国連総会は女性に対するあらゆる形態の差別の撤廃に関する条約の選択議定書（CEDAW-OP）を採択した。アメリカ政府（採択時から歴代の大統領は、クリントン・民主党、ブッシュ・共和党、オバマ大統領・民主党、トランプ大統領・共和党）は、2018年11月時点で未署名である。

### 2000年代

#### 2000年代前半
- 2000年7月、児童の権利条約の選択議定書に署名。アメリカ政府（クリントン大統領・民主党）は、児童の権利に関する条約の児童の売買等に関する選択議定書（CRC-OP-SC）、児童の権利に関する条約の武力紛争における児童の関与に関する選択議定書（CRC-OP-AC）に署名した。
- 2000年12月、国際刑事裁判所条約に署名。アメリカ政府（クリントン大統領・民主党）は、国連総会で国際刑事裁判所条約（ICC）の採択に署名した。アメリカ議会上院（署名時-撤回時まで共和党が多数派）は、2002年5月にブッシュ大統領が署名を撤回するまで未批准だった。
- 2000年12月、国際組織犯罪防止条約に署名。アメリカ政府（クリントン大統領・民主党）は国際的な組織犯罪の防止に関する国際連合条約（Convention against Transnational Organized Crime）に署名した。
- 2000年12月、国際組織犯罪防止条約の人身売買の予防と処罰に関する議定書に署名。アメリカ政府（クリントン大統領・民主党）は国際的な組織犯罪の防止に関する国際連合条約の人身売買、特に女性と児童の人身売買の予防と処罰に関する議定書（Protocol to Prevent, Suppress and Punish Trafficking in Persons, Especially Women and Children,supplementing the United Nations Convention against Transnational Organized Crime）に署名した。
- 2000年12月、国際組織犯罪防止条約の移住者の密輸に反対する議定書に署名。アメリカ政府（クリントン大統領・民主党）は国際的な組織犯罪の防止に関する国際連合条約の移住者の密輸に反対する議定書（Protocol against the Smuggling of Migrants by Land, Sea and Air,supplementing the United Nations Convention against Transnational Organized Crime）に署名した。
- 2001年5月、国際組織犯罪防止条約の武器・部品・弾薬の密売と違法な製造に反対する議定書に未署名。国連総会で国際的な組織犯罪の防止に関する国際連合条約の武器・部品・弾薬の密売と違法な製造に反対する議定書（Protocol against the Illicit Manufacturing of and Trafficking in Firearms, Their Parts and Components and Ammunition, supplementing the United Nations Convention against Transnational Organized Crime）が採択されたが、アメリカ政府（ブッシュ大統領・共和党、オバマ大統領・民主党、トランプ大統領・共和党）は2018年11月時点で未署名である。
- 2001年5月、国際刑事裁判所条約から脱退。アメリカ政府（ブッシュ大統領・共和党）は、国際刑事裁判所条約（ICC）の署名を撤回した。
- 2001年10月-現在（継続中）、戦争捕虜を身分不詳の状態で収監。アメリカ政府（ブッシュ大統領・共和党）は、アフガニスタン侵攻、イラク侵攻で身柄を拘束した戦争捕虜を、キューバのグアンタナモ基地およびヨーロッパのアメリカ軍基地のどこかに所在する捕虜収容所に、合法性が不明で身分不詳の状態で拘束を続け、捕虜に対する尋問の方法の一部として拷問または拷問に近い方法を実施している。
- 2002年5月、アファーマティブアクションに合憲判決。アメリカ最高裁判所はミシガン大学法科大学院の入学志願者の選考に関して、社会的マイノリティであることを判断要素の一つとすることを合憲と判決した。
- 2002年6月、精神遅滞者に死刑を科すことに対して違憲判決。アメリカ最高裁は、1989年6月のPenry判決以降、精神遅滞者に対する死刑を禁止する州は増加し続けており、そして精神遅滞者に対する死刑は、それを容認している州でさえも、ほとんど執行されていないため、国民的合意（コンセンサス）は精神遅滞者への死刑を禁止する方向で進んでいることが確認出来ること。また、立法動向の検討に加えて、専門家組織・宗教団体・世論など国内の有力団体および外国に見られる精神遅滞者に対する死刑には反対であるという動向から、精神遅滞者に対する死刑は「残虐かつ異常な刑罰」に当たるという国民的合意が存在すること、この国民的合意を支持する理由として、死刑の正当化事由とされる応報と犯罪の抑止という目的は、精神遅滞者に対する死刑では達成できないばかりでなく、精神遅滞者は誤った死刑執行のリスクが増加するなどの理由で、精神遅滞者に対する死刑は「残虐かつ異常な刑罰」に当たり，修正8条に違反するとし、違憲判決した[1]。但し、精神障害者の定義については各州が判断する余地を残していたため、精神遅滞者であるにもかかわらず、州の定義にあてはまらないという理由で、死刑執行されたケースがあった[6]。
- 2002年12月、拷問禁止条約の選択議定書に未署名。国連総会は拷問・他の残虐な、非人道的な、品位を傷つける取り扱い、または、刑罰に関する条約の選択議定書（CAT-OP）を採択した。アメリカ政府（ブッシュ大統領・共和党）は、2007年8月時点で未署名である。
- 2002年12月、児童の権利条約の選択議定書を批准。アメリカ議会上院（共和党が多数派）は、児童の権利に関する条約の児童の売買等に関する選択議定書（CRC-OP-SC）、児童の権利に関する条約の武力紛争における児童の関与に関する選択議定書（CRC-OP-AC）を批准した。
- 2003年6月、テキサス州の同性愛者による性行為およびオーラルセックスを禁じた州刑法に対して違憲判決。アメリカ最高裁判所は、同性愛者による性行為およびオーラルセックスを禁じたテキサス州刑法の規定を、プライバシー権と成人の自由を侵害しているため、憲法修正第14条に定める「デュープロセス条項」に反していると判断し、違憲と判決した。
- 2003年11月、部分的出産中絶禁止法の制定。アメリカ議会（上院・下院とも共和党が多数派）は、妊娠5-6か月の時期の胎児の頭部に穴を開けて胎児を死亡させる中絶方法を禁止し、この方法で中絶手術を実施した医師に2年以下の禁固の刑罰を科す、部分的出産中絶禁止法（Partial Birth Abortion Ban Act）を可決し、ブッシュ大統領（共和党）が署名して成立した。
- 2004年12月、障害者個人教育改善法を制定。アメリカ議会（上院・下院とも共和党が多数派）は、1975年の障害者個人教育法が規定する、様々な障害を持つ児童の個別教育を支援する機能を強化した、障害者個人教育改善法（Individuals with Disabilities Education Improvement Act of 2004）を可決し、ブッシュ大統領（共和党）が署名して成立した。

#### 2000年代後半
- 2005年3月、犯行時18歳未満の少年に死刑を科すことに対して違憲判決。アメリカ最高裁判所は、少年に対する死刑を禁止している州と死刑廃止州と併せるとアメリカ全体の3分の2に相当し、10代の少年の死刑執行は稀であること、未成年者の場合は未成熟で、成年者に対するような力はないこと。更には、国際社会の意見は違憲か合憲であるかの結論を導くための重要事項であり、犯罪時18歳未満の犯罪者に対して死刑を科すことは、「残虐かつ異常な刑罰」に当たるという国民的合意があることなどを理由に、合衆国憲法修正8条に違反すると判断し、違憲と判決した[1]。
- 2005年11月、国際組織犯罪防止条約を批准。アメリカ政府議会上院（共和党が多数派）は国際的な組織犯罪の防止に関する国際連合条約（Convention against Transnational Organized Crime）を批准した。
- 2005年11月、国際組織犯罪防止条約の人身売買の予防と処罰に関する議定書を批准。アメリカ議会上院（共和党が多数派）は、国際的な組織犯罪の防止に関する国際連合条約の人身売買、特に女性と児童の人身売買の予防と処罰に関する議定書（Protocol to Prevent, Suppress and Punish Trafficking in Persons, Especially Women and Children,supplementing the United Nations Convention against Transnational Organized Crime）を批准した。
- 2005年11月、国際組織犯罪防止条約の移住者の密輸に反対する議定書を批准。アメリカ議会上院（共和党が多数派）は、国際的な組織犯罪の防止に関する国際連合条約の移住者の密輸に反対する議定書（Protocol against the Smuggling of Migrants by Land, Sea and Air,supplementing the United Nations Convention against Transnational Organized Crime）を批准した。
- 2006年6月、戦争捕虜の身分不詳状態での収監に違法判決。アメリカ最高裁判所はアメリカ政府がアフガニスタン、イラクにおける軍事作戦で身柄を拘束した捕虜をキューバのグアンタナモ米軍基地およびヨーロッパのアメリカ軍基地のどこかに所在する捕虜収容所に、合法性が不明で身分不詳の状態で拘束を続けていること、捕虜を軍事法廷で裁くことを、1949年のジュネーブ条約とアメリカ合衆国軍法が規定する被疑者・被告人に対する権利保護を満たしていないので違法であると判決した。
- 2006年12月、強制失踪からのすべての者の保護に関する国際条約に未署名。国連総会は国家機関や国の許可を得た個人または集団が逮捕・拘禁・拉致などで個人の自由をはく奪する行為を強制失踪として禁止し、組織的で広範な強制的失踪は、人道に対する罪に相当すると規定する禁止条約を採択した。アメリカ政府（ブッシュ大統領・共和党、オバマ大統領・民主党、トランプ大統領・共和党）は未署名である。
- 2007年4月、部分的出産中絶禁止法の合憲判決。アメリカ最高裁判所は、ロー判決やケイシー判決の有効性については判断を避け、部分分娩中絶が常に危険であるとの議会の判断は尊重されるべきであり、本法は女性への過度の負担にはあたらず、これまでの判例によっても憲法に反しないとし、合憲と判決した。
- 2007年6月、CIAの秘密収容所の発覚。ヨーロッパ各国が参加する欧州評議会(Council of Europe)は、CIAがアフガニスタン戦争、イラク戦争で身柄を拘束した、アメリカに対する武力行使の被疑者を、アメリカの国内法およびアメリカが締結している国際法に基づかずに、不法に身柄を拘束する秘密収容所を、2003-2005年にポーランドとルーマニアの米軍施設内に設置していたことを、ポーランドのカチンスキー大統領とルーマニアのバセスク大統領が認めたこと、および、2001年にアメリカと北大西洋条約機構(NATO)がアメリカおよびNATO加盟国に対する武力行使の被疑者を、NATO加盟国の国内法および加盟国が締結している国際法に基づかずに、不法に身柄を拘束する秘密協定を結んでいたと報告した。
- 2007年8月、2007年の外国諜報監視法を制定。アメリカ議会（上院・下院とも民主党が多数派）は、アメリカ合衆国を武力で攻撃する可能性がある外国の軍事組織または民間の武装勢力の構成員・協力者に対して、6か月の期間限定法として、裁判所の令状無しに通信の傍受を容認する外国諜報監視法（Foreign Intelligence Surveillance Act of 2007）を可決し、ブッシュ大統領（共和党）が署名して成立した。
- 2007年9月、先住民族の権利に関する国際連合宣言に未署名。国連総会は先住民族に対する差別禁止、先住民族の政治的自治権、先住民族の伝統文化の尊重・復興・発展、先住民族が伝統的に所有してきた土地・資源の所有権、先住民族の経済的権利・知的財産権の保護を規定した先住民の権利に関する宣言を採択した。アメリカ政府（ブッシュ大統領・共和党）は採択投票で反対投票した。
- 2008年6月、ルイジアナ州が子供に強制性交したことに対して死刑を科すことについて違憲判決。アメリカ最高裁判所は、子供を強制性交する犯罪に死刑を科しているルイジアナ州に対して、合衆国憲法修正第8条の、残酷で異常な刑罰の禁止条項は、州が子供を強制性交する犯罪に死刑を科すことを認めていないと判断し、違憲と判決した。但し、反逆、スパイ活動、テロ犯罪の死刑の可能性を留保した。
- 2009年7月、障害者権利条約に署名。国連総会は障害者の私的・社会的な自由・平等の権利を保護し、障害者に対するあらゆる差別を禁止し、障害者が健常者と平等な社会参加への支援を包括的に規定する障害者権利条約を2006年12月に採択した。アメリカ政府（オバマ大統領・民主党）はその条約を署名した。アメリカ議会上院（多数派は、署名時2009年7月-2015年1月3日は民主党、2015年1月4日-2021年1月3日は共和党）は2018年11月時点で未批准である。
- 2009年10月、従来の憎悪犯罪禁止関連法から対象拡大し、憎悪犯罪防止法制定。アメリカ議会（上院・下院とも民主党が多数派）は、憎悪犯罪禁止関連法で対象となる違法行為を、人種や肌の色、宗教、国籍を理由にヘイトクライムを行う行為だけでなく、性的指向やアイデンティティ、障害も対象となる憎悪犯罪防止法を可決し、オバマ大統領（民主党）が署名して成立した[2]。また、この法律の正式名称は、制定されるきっかけをつくったマシュー・シェパード（1998年10月6日夜に、同性愛者であることを理由に2人の男から暴行を受け、6日後に死亡）とジェームズ・バード・ジュニア（1998年6月7日に白人3人[内2人は、白人至上主義者]により、ピックアップトラックの後部にくくりつけられ、引きずり回され暗渠にぶつかったことで死亡した。）の名前を冠して、「マシュー・シェパード、ジェームズ・バード・ジュニアヘイトクライム防止法」となっている[7]。

### 2010年代

#### 2010年代前半
- 2010年3月、患者保護並びに医療費負担適正化法（通称　2010年オバマケア法）の制定。アメリカ議会（上院・下院とも民主党が多数派）は、自由診療を基本とする医療制度の下、当時アメリカ国民の約6人に1人が未加入の状況を改善するため、従来の個人が民間の健康保険を購入する枠組みの中で、保険会社に価格が安く購入しやすい保険の提供や既往症などによる保険摘要の差別などの禁止あるいは緩和を課し、その代わり健康保険を購入していない個人には確定申告時に罰金（追加税）を科すことで今まで保険購入をためらっていた階層に購入を促す。また、公的医療保険がカバーする範囲を拡大させた。2010年オバマケア法は可決され、オバマ大統領（民主党）が署名して成立した。
- 2010年5月、殺人罪以外の犯罪を行った犯行時18歳未満の者に釈放の可能性のない終身刑を科すことに対して違憲判決。アメリカ最高裁判所は、

1. 殺人罪以外の犯罪を理由とする少年に対してこの刑罰の使用が非常にまれであり、それに反対する国民的合意が明らかであること。
2. ローパー判決の認めたとおり、少年の有責性は成人に比して低く、したがっ て、その行為の道徳的非難の程度も低いこと。そのうえ、従来、殺人罪とそれ以外の犯罪とは重大性及び不可逆性の点で区別されてきた故に、殺人罪以外の犯罪を行った少年の道徳的責任は、殺人を行った成人と比べると二重に減少する。他方、釈放の可能性のない終身刑は自由及び希望の不可逆的な剥奪という点で死刑と共通しており、現実には少年は成人に比して長期間収容されるため、この刑罰は少年にとって特に過酷であること。
3. 殺人罪以外の犯罪を行った少年の有責性の低さから、応報は釈放の可能性のない終身刑を正当化しない。未成熟で責任が発達途上であって衝動的かつ熟慮を欠いた行動を行う少年に対しては、抑止も限定的効果しか有しないので、十分な正当化根拠たりえない。
4. 少年の未成熟性及び大きな更生可能性に照らすと、量刑時に少年が生涯更生不能で社会にとって危険であり続けると確実に判断できないため、無能力化も正当化根拠たりえない。更に、釈放の可能性のない終身刑は社会復帰理念を完全に否定しているため、更生可能性を有する少年についてはこれも正当化根拠とならない。

よって、修正8条は、殺人罪以外の犯罪を理由とする18歳未満の少年の釈放の可能性のない終身刑を科すことはを禁じており、各法域は少年に成熟及び改善更生の証明に基づいて釈放を得るための何らかの有意義な機会を付与しなければならないとし、違憲判決した。
- 2011年3月、公衆抗議者の過激な活動に対して合憲判決。2006年、イラクで戦死したマシュー・スナイダー海兵隊下士官の葬儀に対して、ウエストボロ・バプティスト教会のフェルプス牧師率いる教会グループは、葬儀場近くでピケをはり、同性愛抗議集会を行った。これに対してアメリカ最高裁判所は、教会側の言葉は、人々に大きな苦痛を与え得るとしながらも、公的問題に関する彼らの表現が完全に保護されていると判断し、合憲と判決した。[9]
- 2011年9月、同性愛者を公言する者のアメリカ軍入隊規制撤廃。オバマ大統領（民主党）は、クリントン政権（民主党）時代の1993年に制定された「Don't ask、don't tell」（聞かず、言わざる)の同性愛者入隊制限規定を撤廃した。この撤廃により、過去に除隊を迫られた同性愛者も再入隊を求めることができる[10]。しかしながら、その後2019年4月にはアメリカ軍は、同性愛者ではないが、性的マイノリティの1つであるトランスジェンダーの入隊を原則禁止している。
- 2012年6月、2010年オバマケア法に事実上の合憲判決。アメリカ最高裁判所は、国民の大半に保険加入を義務付けた2010年オバマケア法が憲法に違反するかどうかを問う裁判で政府が国民に保険加入を求める権利を認める判決を言い渡した。事実上の合憲判断であり、2014年にこの法律の施行がされることが確実となった。ロバーツ最高裁長官は「医療保険を取得しない特定の国民に対して罰金を課すことは、合理的に税金として位置づけられる可能性がある」とし、「憲法はこうした税を認めていることから、これを禁じたり、それに関する分別や公正さについて意見を述べたりすることはわれわれの役割ではない」との見解を示した。[11]
- 2012年6月、殺人を含めた犯罪行為を行った犯行当時18歳未満の未成年者に、裁判官の裁量の余地なしに釈放の可能性の無い終身刑を科すことに対して違憲判決。アメリカ最高裁判所は、「未成年と成人の相違」 及び「被告人のそれぞれの特性や犯罪態様の検討の必要性」を根拠として、審判を行う際には非行少年の年齢や特性、家庭・社会環境を踏まえた個別的な審理を行うことを説き、そのような手続きを経ずに釈放の可能性のない終身刑を科すのは、修正第8条に反しているとして、違憲判決した[12]。
- 2012年6月、16歳に満たない時に不法入国した移民に一時的法的地位を与えるDACAプログラム導入。16歳に満たない時に親と一緒に不法入国した者に対して、強制国外退去処分を2年間（更新付）で延期し、就労許可を与える制度を、オバマ大統領（民主党）によって導入された[13][14]。
- 2014年6月、2010年オバマケア法の一部の避妊医療負担を全企業に義務づける規定を違憲判決し、信仰に基づいた経営方針をとる小規模の家族経営や非公開企業は適用除外になるとの判断。アメリカ最高裁判所は、2010年オバマケア法が企業に義務付けている一部の避妊医療負担について、信仰に基づいた経営方針をとる小規模の家族経営や非公開企業は適用除外になるとの判断を示した。原告はキリスト教の信仰に基づく経営方針をとる3企業。オバマケアが、性行為後の服用でも妊娠を回避できる「緊急避妊薬」などの保険負担を義務化していることについて、信仰の自由を保障する「宗教の自由回復法」を侵すものだとして訴えていた。最高裁は原告の訴えを認め、判決文で「議会は自らの信仰に基づいて企業を経営しようとする人々を差別することはできない」とした。アーネスト大統領報道官の記者会見で、「これらの企業に雇用されている女性の健康を危険にさらすものだ」と反発したものの、最高裁の判断を受け入れる考えを示した。オバマ政権は、企業経営が信仰に基づいているかの認定の難しさなどを理由に義務化の妥当性を主張。一方、最高裁はオバマケアが非営利組織を義務化の例外扱いとしていることなどを踏まえ、政権の主張を「説得的ではない」とした。[15]

#### 2010年代後半
- 2015年6月、同性婚に合憲判決。アメリカ最高裁判所は、同性婚を禁止している州に対して、法の下の平等を保障する合衆国憲法14条などを根拠に、複数の理由から同性婚は認められるべきだと判断し、合憲と判決した。これにより、当時13の州で禁止されていた同性婚が事実上合法化された。
- 2015年6月、薬物投与による死刑に合憲判決。アメリカ最高裁判所は、既に2008年に薬物注射による死刑執行を合憲と判断していたが、その後、使用する薬物の提供を欧州などのメーカー側が拒否。代替薬物としてミダゾラムなどによる混合薬物が使われるようになったものの、死刑執行の失敗とみられる事例が相次ぎ、米オクラホマ州の死刑囚らで作る原告団が最高裁の判断を仰いでいた。アメリカ最高裁判所は、執行に使用される鎮静剤ミダゾラムに「激痛をもたらす大きな危険性」があることを原告団が示せなかったと判断し、「残酷で異常な刑罰」を禁じた憲法には違反していないとの見方を示し、合憲と判決した。[16]
- 2016年1月、未成年（18歳未満）時に犯した犯罪で受刑している釈放の可能性の無い終身刑受刑者にも2012年6月に出されたミラー判決で示された憲法上の新しい準則を過去に遡って適用することが出来ると判決する。アメリカ最高裁判所は、2012年6月に出したミラー判決で述べられた準則は、すでに確定した判決にも「遡及的に適用される」と、判決を下した。この判決により、2016年当時、2,000～2,500人の受刑者が、再審理又は仮釈放を求める機会が与えられる可能性が出てきた[12]。
- 2016年6月、中絶規制のテキサス州法に違憲判決。アメリカ最高裁判所は、2013年に州議会を通過したテキサス州の妊娠制限州法（HB2）に対して、州法は、中絶に関する規制を正当化するに十分な医学上のメリットを与えるものではないと結論づけ、法的に許される中絶手術を受けようとする女性に著しい障害を課すものであり、妊娠中絶に不当な負担を加え、いずれも合衆国憲法に違反するものであると判断し、違憲と判決した。これにより、テキサス州での中絶規制が撤廃された。
- 2017年12月、2017年税制改革法の制定。アメリカ議会（上院・下院とも共和党が多数派）は、1986年のレーガン政権以来となる大型の税制改革を実施するために制定された。この法律の内容の１つに、65歳以下の全てのアメリカ人に健康保険に加入するか罰金の支払いを要求する個人加入義務の廃止があった。2017年税制改革法は可決され、トランプ大統領（共和党）が署名して成立した。
- 2018年6月、同性結婚のウェディングケーキを信仰上の理由で拒否したことに対して差別であると判断したコロラド州公民権委員会に違憲判決。コロラド州のケーキ店の店主が、訪れた同性愛者の客が希望したウェディングケーキの制作を、自身の信仰を理由にして断ったことに対して、同性愛者の二人は店主が州法に違反しているとしてコロラド州公民権委員会に訴え、委員会は差別であると判断した。しかし、アメリカ最高裁判所は、「信教上の理由による同性婚への反対は保護される」として、店側の主張を支持し、コロラド州公民権委員会の判断を違憲判決とした。但し、信教の自由と同性愛者の権利保護のどちらが優先されるかという問題についての判断は保留とした。
- 2018年6月、特定のイスラム圏入国者の入国禁止令（英語版）に合憲判決。アメリカ最高裁判所は、2017年9月にイラン、リビア、ソマリア、シリア、イエメンの5カ国から米国を訪れようとする大半の人について米国入国を禁止する大統領令について、米国の移民法や米憲法修正第1条で保障された宗教の自由に反することについて、原告側が十分な証拠を提示できず、十分に大統領権限の範囲内にあると判断し、合憲と判決した。その後、バイデン大統領就任日に当たる2021年1月20日に撤回されるまで有効であった。
- 2018年6月、労働組合費の支払い義務がないことに対する合憲判決。イリノイ州医療・家族サービス局(Department of Healthcare and Family Services)の職員、マーク・ジェイヌス(Mark Janus)氏は米国州・郡・市職員同盟(AFSCME:アメリカの公務員労働組合。日本の自治労に近い。)に対して、月額45ドルの組合費の支払義務がないことの確認を求めて2017年に訴えていた。彼の主張は、AFSCMEが州政府と労働条件の向上を目的とする団体交渉だけでなく、政治活動に労働組合費が使われているとして、そのことが、信教・言論・出版・集会の自由、請願権を保障する合衆国憲法修正第1章を侵害しているというものだった。一方、AFSCMEは、労働組合が団体交渉を通じて獲得した労働条件を組合費の支払い無しで手にすることができる、いわゆるフリーライダー(ただ乗り)を認めることにつながるとして反対していた。両者の主張に対して、アメリカ最高裁判所は、5対4の僅差でジェイヌス氏の主張を支持し、合憲と判決した。この判決は、1977年の連邦最高裁の判決を覆すものとなり、労働組合の勢力を大きく落とすものとなる可能性がある。[17]
- 2018年6月、カリフォルニア州の中絶説明義務を違憲判決。アメリカ最高裁判所は、カリフォルニア州が人工妊娠中絶を行わない方針の医療機関に対し、州の支援で中絶できることを来院者に説明するよう義務付けた州法が、表現の自由を定めた合衆国憲法に違反する恐れがあると判断し、違憲と判決した。[18]
- 2019年1月、心と体の性が一致しないトランスジェンダーのアメリカ軍入隊禁止に合憲判決。トランプ大統領（共和党）は、医療コストと混乱を理由に、前年にオバマ前政権（民主党）が、トランスジェンダーであることを公言している人々の軍入隊を認める決定を覆し、トランスジェンダーのアメリカ軍の入隊を禁止した。このことに対して、アメリカ最高裁判所は、9人いる最高裁判事のうちリベラル系４人が反対し、トランプ氏が指名した2人を含む保守系5人が支持したことで、合憲判決が下された。[19]。その後、アメリカ軍は同年4月にトランスジェンダーの原則入隊禁止が発効された。また、アメリカ軍は、2016年時点で自らの性をトランスジェンダーと認識したアメリカ軍人は約9,000人弱で、このうち約1,400人が2019年2月までに性同一性障害と診断された。その後、トランスジェンダーの除隊が相次ぎ、2019年時点で、アメリカ軍にいるのは約1,000人程度となっている[20]。また、この判決の数日前には、トランプ政権（共和党）がトランスジェンダーを健康保険から除外すると発表している。その後、バイデン大統領就任から5日後に当たる2021年1月25日に撤回されるまで有効であった。

### 2020年代

#### 2020年代前半
- 2020年3月、2019年コロナウイルス感染拡大防止を理由に移民制限できる措置を導入。トランプ政権（共和党）は、合衆国法典第42章「公衆衛生及び社会福祉」を根拠に、2019年コロナウイルス感染拡大防止を理由に通常の法的審査なしで亡命申請者を米国内に滞在させず即時に本国へ強制送還できる措置「タイトル42」を導入した。2023年5月11日にバイデン政権（民主党）により2019年コロナウイルスに関する国家緊急事態と公衆衛生緊急事態の解除に合わせる形でタイトル42を終了するまで続いた。
また、この措置により、不法移民と判断された移民のほとんどを2時間以内に送還でき、2022年12月27日までに250万人以上が送還されている。
但し、その措置に対して、迫害や人権侵害により入国を希望する者まで追放できるとの非難の声もあった。そして、記録にほとんど残らないことから、何度も挑戦が可能であり根本的な解決にはなっていないとの批判もあった[21][22][23][24]。
- 2020年6月、性的マイノリティを理由とした雇用差別を違法と判断。ニューヨーク州やジョージア州などで雇用主から性的マイノリティを理由に解雇された3人が不当性を主張したことに対して、アメリカ最高裁判所は、性に基づく雇用差別を禁止している1964年公民権法第7編が、同性愛や心と体の性が一致しないトランスジェンダーの労働者の権利も保護しているとの判決を下し、雇用差別は違法であると判断を下した[25][26]。
- 2020年6月、黒人市民死亡事件の抗議デモの影響により、警察改革に関する大統領令署名。ミネソタ州ミネアポリス近郊で黒人男性が、警察官の不適切な拘束方法によって死亡した事により、全米規模で抗議デモ（英語版）が発生した。このデモの影響により、米国内全ての警察署に「チョークホールド」による拘束の禁止、武力の行使の指針に関する追加研修、不祥事に関与した警官のデータベース化などを奨励する補助金を出すことが盛り込まれた大統領令をトランプ大統領（共和党）が署名して成立した。[27]
- 2020年6月、16歳に満たない時に親と米国に不法入国した若者の強制送還を猶予するプログラムの廃止に違憲判決。アメリカ最高裁判所は、「DACA」プログラム（幼少期に親と米国に不法入国した若者の強制送還を2年間（更新付）延期し、就労許可を与える制度）の廃止を2017年から求めていたトランプ政権（共和党）に対して、廃止は連邦行政手続法より「恣意的で気まぐれで、裁量の乱用あるいは法に従っていない」政策や、「実質的証拠の裏づけがない」政策は行えないことを理由に、違憲判決を下した。この判決により、アメリカに住む64万人近い人たちが一時的に国外追放を免れた。[14][28]。
- 2020年7月、連邦による死刑執行の差し止めを無効とする判断を下し、17年振りに連邦での死刑が執行。トランプ政権（共和党）は、暴力犯罪に対する処罰の厳格化の一環で、2003年を最後に途絶えていた連邦による死刑執行を行うことを求めていた[29][30][31][32][33]。しかし、死刑施行の際に投与する薬物の問題が解決されていないことを理由として、アメリカ連邦地方裁判所により差し止めの判断が下されていた[34] が、アメリカ最高裁判所により、無効であると判断され、2020年7月14日に、家族3人を殺害した白人至上主義者組織のメンバー（Daniel Lewis Lee）を執行し、連邦で17年振りに執行されることとなった[35]。そして、2021年1月16日に3人の黒人女性を殺害したダスティン・ヒッグスの死刑執行を最後に、トランプ政権（共和党）により2020年7月～2021年1月の7カ月間に死刑囚13人が死刑執行された[36]。
- 2020年11月、コロナウイルス感染症拡大防止対策として宗教施設での礼拝に集まる人数を制限した措置を違憲判決。アメリカ最高裁判所は、ニューヨーク州が宗教施設に感染拡大の状況に応じて礼拝人数を10人ないし25人に制限する措置を行なったことに対して、宗教の自由を保障する修正第1条の核心部分に打撃を与えているとして、違憲判決を下した。但し、同年5月に同様の措置を行ったカリフォルニア州に対して合憲判決を下して1年も経たずにこの判決が出されている。このような状況になった理由は、2020年9月18日にリベラル派であるルース・ベイダー・ギンズバーグが亡くなり、新たに保守派であるエイミー・コニー・バレットが10月27日に連邦最高裁判事として就任したことにより、保守派6人とリベラル派3人になったことによる影響が大きい[37]。また、就任した年は大統領選挙がある年であり、本来であれば共和党・民主党の間では、大統領選挙が行われる年に連邦最高裁判事に欠員が出たとしても、選挙結果が判明するまで新たな判事の指名は見送るとする不文律があったが、更なる保守化を試みる共和党幹部らにより、その不文律が破られて、最高裁判事就任が行われた[38]。
- 2021年1月、特定のイスラム圏入国者の入国禁止令廃止及び16歳に満たない時に親と米国に不法入国した若者の強制送還を猶予するプログラムの有効性確保に関する大統領令署名。バイデン大統領（民主党）は就任当時に、トランプ政権時に定められた特定のイスラム圏入国者の入国禁止令の撤廃と「DACA」プログラム（幼少期に親と米国に不法入国した若者の強制送還を2年間（更新付）延期し、就労許可を与える制度）の有効性を確保するよう、大統領令を署名した[39]。
- 2021年1月、トランスジェンダーのアメリカ軍入隊禁止撤回に関する大統領令署名。バイデン大統領（民主党）は、2021年1月25日にトランプ政権時に禁止されたトランスジェンダーのアメリカ軍入隊を撤回する大統領令を署名した[40]
- 2021年1月、アジア・太平洋諸島系アメリカ人に対するヘイトクライムに厳しい対応を取るよう連邦機関に求める大統領令署名。バイデン大統領（民主党）は、2021年1月26日に、新型コロナウイルス発生源がアジアである中国を理由としたアジア・太平洋諸島系アメリカ人へのヘクトクライムに厳しい対応を取るよう連邦機関に求める大統領令に署名した[41]
- 2021年3月、アメリカ史上初の市による黒人差別による賠償金支払が可決。イリノイ州エバンストン市で1919年からジョンソン大統領が住宅差別を撤廃する「公正住宅法」に署名する1969年まで続いた黒人差別を招いた住宅関連の市条例により被害を被った黒人住民と子孫に対して、計40万ドルを支払う法案を賛成多数で可決した。但し、上限額2万5000ドルを受け取れるのは16世帯に過ぎない[42]。
- 2021年7月、連邦政府による死刑執行の一時停止。バイデン政権（民主党）は、2021年7月1日に、連邦政政府による死刑執行を一時停止することを発表した。一時停止する理由は、前トランプ政権時に行われた死刑執行に対する政策や手続きについて検証を行うことを述べ、検証期間は明示しなかった。また、司法長官メリック・ガーランドは発表の際、「司法省は、連邦刑事司法制度の誰もが、米国の憲法と法律によって保証された権利を与えられるだけでなく、公正かつ人道的に扱われることを保証しなければならない」「死刑の場合、この義務は特段の強制力がある」と述べており、人種間（特に黒人が死刑になりやすい傾向にあること）における死刑格差や冤罪による死刑執行を念頭に置いた発言を行っている[43][44][45]。実際に、発表前の同年2月に議会で開かれた司法長官指名承認のための公聴会でも、人種間格差と冤罪による死刑執行に対する懸念を述べている[45]。
- 2022年1月、従業員100人以上の企業に対するワクチン義務化を差し止めと連邦資金で運営されている医療機関の従業員のワクチン接種義務化支持。バイデン政権（民主党）は、2021年11月5日に公示した「従業員100人以上の企業に新型コロナウイルス用ワクチンの接種を促す緊急臨時基準（ETS）」により、対象企業で働く従業員に新型コロナウイルスのワクチン接種か週1回の検査とマスク着用を義務付けるよう求めていた。その措置に対して、アメリカ最高裁判所は、ETSは連邦政府の権限による通常の行使として認められず、義務化することで却って大多数の従業員の生命と健康を侵害するものとして差し止めの判決を下した。また、保守派判事が6人差し止め支持し、リベラル派判事3人が差し止めの反対をしていた。そして、連邦政府の資金で運営されている医療機関従業員のワクチン接種義務化に対しては、リベラル派判事に加えて、ロバーツ長官とカバノー判事が支持したため、義務化が認められた[46]。
- 2022年6月、アメリカ最高裁判所、人工妊娠中絶を権利として認めないと判断。アメリカ最高裁判所は、ミシシッピ州で唯一人口妊娠中絶の手術を医師が行うジャクソン協会が、2018年に成立したミシピッピ州の法律で妊娠15週以降の人工妊娠中絶を救急医療措置上必要な場合あるいは胎児に深刻な奇形が見つかった場合を除き、原則禁止することは「ロー対ウェイド事件」が認めた人工妊娠中絶の権利を侵害しており、違憲に当たると訴えた事件に対して、違憲に当たらないと判断した。この判断により、1973年に人工妊娠中絶を権利として認めた「ロー対ウェイド事件」の判決を覆す形となった。覆された背景に、トランプ政権（共和党）時に指名した判事3人が保守派であったため、保守派の判事が9人中6人となり、ブレット・カバノー判事以外がミシピッピ州の法律を支持したことで5対4の僅差で、違憲に当たらないと判断されたためである。また、判決前には、サミュエル・アリート判事が作成した草稿が、外部流出している[47][48][49][50]。
- 2022年6月、アメリカ最高裁判所、フットボール部の試合後にコーチが生徒らと祈りを捧げる行為とキリスト教を取り入れたスピーチを行ったことに対して合憲判決。ワシントン州の公立高校で試合後に生徒らと共に祈りを捧げた行為とキリスト教を取り入れたスピーチを行った非常勤アシスタントコーチに対して学校側は自身が信仰する宗教を生徒へ押し付けており、政府による特定宗教の推奨と見なされる恐れがあるとして停職処分を下したこと対して、アメリカ最高裁判所は信教の自由の侵害に当たるとの判断し、保守派判事全員が支持する形でコーチが行った宗教行為を合憲とした。また、ゴーサッチ判事が執筆した判決文の一部に「宗教的表現の尊重は、自由で多様なアメリカでの生活に不可欠だ」と指摘している[51]。
- 2022年7月、フロリダ州、性的マイノリティーLGBTQに関して、学校での議論を制限する法律を施行。フロリダ州は、小学3年生以下を対象に、授業で性自認や性的指向などに関する議論を禁止する法律が1月にフロリダ州議会（上下院共に共和党）で可決され、デサンティス知事（共和党）により、2022年3月28日に署名され、7月1日に施行された[52][53]。
この法案を巡り、反対を表明したウォルト・ディズニ―社に対して、フロリダ州は1967年に成立した「リーディ・クリーク・インプルーブメント・アクト」（この法により、ディズニー社は、ウォルト・ディズニー・ワールド・リゾートの広大な施設敷地内の電力や水、消防などのインフラ整備や管理をディズニー社側が自主的に行う代わりに、土地利用の規制緩和や税金の一部免除といった様々な恩恵を受けている。）を事実上撤廃する形で、州内におけるディズニーの税制優遇特区を2023年6月1日に全廃する新法案をデサンティス知事により、4月22日に署名されている（この措置に対して、ディズニー社は、法的措置を含め対応する予定）[54]。

- 2023年5月、2019年コロナウイルス感染拡大防止を理由に移民制限できる措置を終了。トランプ政権（共和党）が導入した「タイトル42」（合衆国法典第42章「公衆衛生及び社会福祉」を根拠に、2019年コロナウイルス感染拡大防止を理由に通常の法的審査なしで亡命申請者を米国内に滞在させず即時に本国へ強制送還できる措置）を2023年5月11日にバイデン政権（民主党）により2019年コロナウイルスに関する国家緊急事態と公衆衛生緊急事態の解除に合わせる形で終了した。
終了前日の10日にアメリカ合衆国国土安全保障省により、下記の内容の新たな規則を発表している[22][23][24]。

1. 本国で迫害または拷問を受ける合理的な恐れがない者で、合法的な入国方法を取らなかった場合は、亡命申請の資格なしとみなし、本国へ送還できる。但し、臨時入国許可取得のために米国へ渡航する適正な許可を受けていたり、アメリカ合衆国税関・国境警備局の入国手続き用アプリ「CBP One」にアクセスでき、事前の面談予約を提示できたりするような場合には、適用されない。また、同伴者のいない子どもに対しても適用されない。
2. メキシコとの関係では、同国は引き続き人道的見地から、米国国境で合衆国法典w:Title 8 of the United States Code第8章「外国人及び国籍」に基づいて入国を拒否されたキューバ、ハイチ、ニカラグア、ベネズエラからの入国者を受け入れる。
このほかにもアメリカ合衆国国務省が中南米の主要な都市に、約100カ所の地域処理センターを開設し、入国手続きを受け付けるなどの対策を講じる予定と発表している。
3. 不法入国者には最長5年間の再入国を禁じる。これに違反した場合は刑事罰を受ける可能性が生じる。

- 2023年6月、アメリカ最高裁判所、アメリカの大学が入学選考で人種を考慮したアファーマティブ・アクションを違憲判決。ハーバード大学およびノースカロライナ大学チャペルヒル校に対して保守系NPO団体「公平な入学選考を求める学生たち」に人種を考慮した入学選考は、白人やアジア系に不利となり黒人やヒスパニック系に有利になるとして憲法14条に違反していると提訴したことに対して、アメリカ最高裁判所は、団体の提訴を認めて違憲と判断した。この判断に対してバイデン大統領（民主党）は批判し、大学は引き続き多様性の確保に努めるべきだと強調し、関係省庁にそのための方策の検討指示すると明らかにしている。また、マッカーシー下院議長（共和党）はこの判断に対して大学入学選考がより公平になるとして歓迎した[55]。
- 2023年6月、アメリカ最高裁判所、宗教上を理由に同性カップルの結婚式招待サイトの制作依頼を拒否したウェブデザイナーに対して合憲は判決。宗教上を理由に同性カップルの結婚式招待サイトの制作を依頼拒否した女性ウェブデザイナーはコロラド州に対して、州が制定している反差別法は、性的指向に関係無く顧客がサービスを受けられる権利を保障しているが、却って自らの信念に反する表現活動を強制するもので、言論・表現の自由を侵害しているとして提訴した。この提訴に対してアメリカ最高裁判所は、保守派判事6人全員が支持したためウェブデザイナーの主張を認め合憲と判断した。この判断に対してバイデン大統領（民主党）は批判し、差別を助長すると批判し、性的マイノリティーの権利を保護するための連邦レベルでの法律を早期に可決するよう連邦議会（下院は共和党、上院は民主党）に求めた。また、自身がLGBTであることを表明しているコロラド州知事ジャレッド・ポリスも同様に批判した。なお、ギャラップ社が2023年5月に行った世論調査では約64%が同性婚を容認しているが、民主党支持者は8割近くが賛成しているが、共和党支持者の場合、半数に満たない約41%に留まっている[56][57]。
- 2024年6月、メキシコからの越境移民数に応じて亡命申請を制限する大統領令署名。バイデン大統領（民主党）はメキシコからの不法入国者と遭遇(国境警備隊による拘束等)した件数が7日間に1日平均2,500人を上回った場合、上回った直後の東部時間午前0時1分より亡命申請を受理せず即時送還され、同じ7日間で1日平均1,500人未満となった場合、下回った日から14日後に難民申請の受理が再開する移民制限措置（保護者のいない子供のほか、急病人、深刻な医療上または安全上の脅威に直面している人や人身売買の被害者などは例外。CBPの入国手続き用アプリ「CBP One」にアクセスし、事前に入国手続きの予約申請をした者場合は、この措置は適用されない。）の大統領令を署名した。背景には、下記の理由がある。

1. 2023年5月に不法入国者には最長5年間の再入国を禁じ、違反すると刑事罰を受ける可能性があることを含めた新たな規則があるにも関わらず、不法入国者は減らず、2023年12月に30万人を超えて過去最多を更新する程、メキシコから多大な移民が越境してくること。また、例年において夏季に増えていくこと。
2. アメリカ国内において、経済やインフレよりも移民問題を最重要問題としてとらえている国民が多くいること。
3. 移民に寛容なバイデン政権の国境問題への対応についてアメリカ国民の約3分の2が支持しておらず、民主党支持者でも約4割が支持していないこと。
4. 2024年11月に大統領選挙が控えており、強硬な国境管理を訴える有力対抗馬であるトランプ（共和党）に対抗するため。
5. 2024年に超党派の移民制度改革法案が、トランプ（共和党）の意向に応じた共和党議員らの反対により可決されなかったこと。

また、大統領令にはこの措置以外に裁判で移民事件を迅速に解決するための措置や、アメリカ国内にとどまる法的根拠がないと判断された人を迅速に国外退去させる措置などが含まれている。
そして、ホワイトハウスは、「これらの措置は、南部の国境が対応し切れない状況の場合に実施される。」とコメントし、入国管理当局は「滞在する法的根拠を持たない個人を迅速に排除することが容易になる」と述べている。
また、バイデン大統領（民主党）は2024年に成立しなかった超党派の移民制度改革法案の方が望ましかったことを述べた上で、今回の措置に批判的な民主党議員に対しては、移民制度を「一段と公平・公正」とする方法について「今後数週間」に話すつもりだとして耐え忍ぶよう訴えた。
その後、同年同月18日にバイデン大統領（民主党）はアメリカに10年以上滞在し、アメリカ市民と合法的に結婚している約50万人の不法移民と、アメリカ国籍の親を持つ約5万人の21歳未満の子どもに対して、アメリカ合衆国国土安全保障省が個別審査のうえ、強制送還を3年間猶予し、この間に就労許可を受け、永住権申請ができる救済策を発表している。
- 2024年10月、アメリカ最高裁判所、非アメリカ国籍者の有権者登録抹消を合憲判決。バージニア州が車両管理局（DMV）のデータに基づいて市民権の有無を判断して、2024年8月7日に約1,600人の非アメリカ国籍者の有権者登録抹消したことに対して、1993年全米有権者登録法（NVRA）により、全米規模で行われる選挙が行われる日を基準に90日以下になった時点で選挙権がないとみなされる有権者を有権者名簿から組織的に抹消する制度を禁止しているにも関わらず、2024年11月5日に行われるアメリカ合衆国大統領選挙の一般有権者による投票および開票の日から90日以内となるため、その法に反するとアメリカ合衆国司法省が提訴した訴訟について、アメリカ最高裁判所は、同年10月30日に有権者登録抹消は合憲と判決を下した。
また、この訴訟に対してアメリカ最高裁判所のリベラル派判事3人は反対の姿勢を見せていたが、保守派判事6人が賛成であったため、賛成多数で合憲となっている。なお、非アメリカ国籍者らによる有権者登録が横行しているとトランプ（共和党）が主張してるが、まれにしか確認されていないと調査団体や自治体の当局者は述べている[63][64]。
- 2024年12月、バイデン大統領、連邦死刑囚37人に仮釈放のない終身刑へ減刑。バイデン大統領（民主党）は連邦法違反で死刑が確定した死刑囚40人の内37人を仮釈放のない終身刑へと減刑した[65]。この決定に対して、被害者遺族や一部の共和党員から批判の声があがり、大統領に就任している間に13人の死刑執行したトランプ（共和党）は「減刑された死刑囚37人に『メリー・クリスマス』とは言わない。『地獄に行け!』。」「寝ぼけたバイデンが暴力的な犯罪で死刑になった囚人に恩赦を与えた。」とSNSで非難した[66]。なお、トランプは大統領として就任している時に、恩赦や減刑などの減免制度を利用する頻度が他の大統領に比べてはるかに少なかったものの143人に対する恩赦と減刑を行っている。その中にアメリカ＝メキシコ国境に壁を建設する費用の名目で、数十万人からクラウドファンディングで資金を集め、その一部を着服した疑いで捕まったトランプの元首席戦略官だったスティーブ・バノンが含まれている[67]。更に、2024年アメリカ合衆国大統領選挙に勝利し2025年1月20日に大統領に就任する際、議会襲撃事件を起こした加害者らに対して恩赦を与えると表明している[68]。そして、バイデンは死刑囚の減刑の他に恩赦と減刑を行っており、同年12月12日には非暴力犯罪で有罪判決を受けた米国民39人への恩赦と1499人への減刑を行っており[69]、同年12月1日には銃の購入や所持をめぐる3件の連邦法違反の事件で有罪評決を受けた自身の息子のハンター・バイデンに恩赦を与え物議を醸した[70]。なお、減刑されていない死刑囚3人はボストンマラソン爆弾テロ事件の実行犯ジョハル・ツァルナエフとチャールストン教会銃撃事件を引き起こし白人至上主義を公言するディラン・ルーフとピッツバーグ・シナゴーグ銃撃事件を引き起こしユダヤ教礼拝者11人を殺害したロバート・バウアーズである[65]。

#### 2020年代後半
- 2025年1月、トランプ大統領、DEI（多様性、公平性、包摂性）施策を廃止する大統領令に署名。トランプ大統領（共和党）は、大統領就任当日に前任のバイデン大統領（民主党）が推し進めていたDEI（多様性、公平性、包摂性）施策を廃止する大統領令に署名した。背景には、グローバル化の進展とデジタル化と生産拠点を人件費の安い海外へ移ったことによる産業の空洞化による製造業の衰退、巨大IT産業への富の集中による富裕層と労働者層の格差で生じた白人労働者層の不満をトランプ大統領（共和党）は「DEIの下で優遇された存在」により昇進や雇用に不利を与えたと主張して、不満を持つ層を引き付けたことにある[71]。そして、DEIについてトランプ大統領（共和党）は「バイデン政権（民主党）が強制した無駄で違法で道徳に反する差別的プログラム」と断じ、関連の部署や役職を廃止するよう指示した[72][73]。また、署名翌日の声明では、民間企業に対してもこの方針に対する追随を求め、「Ending Illegal Discrimination and Restoring Merit-Based　Opportunities(違法な差別を撤廃し、実力に基づく機会の復活)」を謳い、機会平等を重視する声明を出している[73]。
- 2025年1月、トランプ大統領、性別は男性と女性の二つで変更できないとする大統領令に署名。トランプ大統領（共和党）は、大統領就任当日にバイデン政権(民主党)による出生時の性と異なる性自認をもつトランスジェンダーの権利保護や多様性を促す政策を撤回する大統領令に署名した。この大統領令は、保守派の主張に沿う形で実行された。この大統領令により連邦政府が「ジェンダー」ではなく「セックス」(性別)という言葉を使い、旅券（パスポート）や査証（ビザ）などの公式書類は出生時の性のみを表記するよう定めた。連邦刑務所などでトランスジェンダーが自認する性の施設を使用することも禁じた。そして、就任演説でトランプ大統領は、「本日からアメリカ政府の公式方針として、性別は男性と女性の2つのみとする」と宣言した<[73]。また、この大統領令署名に至った背景について一般社団法人「LGBT理解増進会」の繁内幸治代表理事は産経新聞が2025年1月22日15時48分に発表した記事に記載のインタビューで「活動家による『多様性』の名において理想論を掲げて暴れ回った末のなれの果て」と断じている[74]。
- 2025年1月、トランプ大統領、出生地主義を見直す大統領令に署名。トランプ大統領（共和党）は、アメリカで生まれた子どもに自動的に国籍を与える出生地主義制度を大幅に見直す大統領令に署名した。大統領令の背景には、トランプ大統領（共和党）が不法移民が子供にアメリカ国籍を与えるために制度を悪用していることに反発したこと、その制度を悪用する「出産ツアー」（子供にアメリカ国籍を取得させるためだけに妊婦が観光ビザで入国し出産後に帰国する。）が社会問題化していることである。大統領令より、2025年2月19日以降にアメリカで生まれる子供のうち、下記の2点のいづれかにあてはまる場合は、アメリカのいかなる当局・機関はアメリカの市民権を認める文書を発行したり、市民権を認めると称する州・地方、その他の当局が発行した文書を受理したりしてはならないとした[75][76]。

1. アメリカ出生者の出生時、母親がアメリカに不法滞在し、父親はアメリカ市民または永住権（グリーンカード）保持者でない場合
2. アメリカ出生者の出生時、母親が米国に合法的に滞在していたものの、一時的に認められた滞在（ビザ免除プログラムによるアメリカ訪問、学生ビザ、就労ビザ、観光ビザなどによる米国訪問中の出産によるもの）で、父親はアメリカ市民または永住権保持者でない場合

署名の翌日にニュージャージー州やカリフォルニア州など22州と、首都ワシントンとサンフランシスコは大統領令が憲法修正第14条に違反しているとして連邦裁判所に提訴した。そして、2025年1月23日にワシントン州シアトルの連邦地裁は「露骨なまでに憲法に反している」と判断して、仮差し止めを命じた。その後、同年2月19日にサンフランシスコ連邦高裁は連邦地裁の判断を維持したが、同年6月27日に、アメリカ最高裁判所により、提訴した原告（22の州と移民の権利団体）に対して差し止め命令の一部停止を認めるとともに判決(202年6月27日)から30日間は大統領令の執行を停止し、各州の連邦地裁に差し戻しされ改めて審理するよう命じる判決を出した。また、アメリカ最高裁判所は、差し止めは差し止めるよう提訴した原告（22の州で州政府や移民の権利団体）が対象であり、同様の状況に置かれている人までは対象にしないとした。
- 2025年1月、トランプ政権による不法移民の強制送還開始。トランプ大統領（共和党）の就任以降、不法移民の大量強制送還が開始された。就任から100日間に6万5,682人を強制送還している[79]。ただし、連邦裁判所が一時差し止め命令を出したにも関わらず、送還した事例が相次いでいる。差し止め命令が出た後に200人以上の移民をエルサルバドルの刑務所に強制移送したことに対して、トランプ政権（共和党）は、誤送還された移民男性の帰還を「促進」するよう最高裁が命令したにもかかわらず放置する姿勢を示しただけでなく、裁判所の命令で名指しされていない国防総省であると主張した[80]。また、ミャンマーとベトナムの市民を含む移民12人を乗せた航空機が、5月20日に南スーダンへ向かった時も差し止め命令が出ているのに関わらず、行われた[81]。
- 2025年1月、トランプ大統領、一時停止していた連邦政府の死刑を復活する大統領令に署名。トランプ大統領（共和党）は、就任当日に一時停止した連邦政府による死刑を大統領令「RESTORING THE DEATH PENALTY AND PROTECTING PUBLIC SAFETY」（連邦政府の死刑制度の復活と公共の安全の保護）[82]により復活した。
また、大統領令第1条では前述のバイデン政権（民主党）に行われた一時停止や死刑囚37人の減刑恩赦を非難している。他にも、第3条b項より警察官や刑務官を含む法執行官への殺人と不法滞在者が起こした死刑に相当する犯罪に対しては法律に違反しない範囲で死刑の求刑を必ず行わなければならなくなった。更に、同条e項でバイデン大統領（民主党）により減刑恩赦された前述の元死刑囚37人に対して拘束状況を評価した上で、元死刑囚が起こした犯罪の残虐性と脅威に見合った条件に合う措置を行わなければならないことが明記されている。
- 2025年2月、トランプ大統領、国連人権理事会から離脱する大統領令に署名。トランプ大統領（共和党）は、国連人権理事会から離脱する大統領令に署名した。署名の背景には、国連がパレスチナ寄りになっていることに対しての不満であり、大統領令冒頭で「国連の一部の機関や組織はアメリカの利益に反する行動を取る一方で、同盟国を攻撃し、反ユダヤ主義を広めている」と批判している。更に、トランプ大統領は米国第一の外交政策を標榜しており、その政策を実現の一環もある。署名後に国連教育科学文化機関への参加を見直しとガザ地区で支援を続ける国連パレスチナ難民救済事業機関への資金拠出を停止した。また、大統領令発表日から90日以内に、ユネスコ内の反ユダヤ主義、または反イスラエル感情の分析を含めて、参加がアメリカの利益にかなうか見直すよう指示した。加えて、国務長官に対して、国連大使と協議の上、大統領令発表日から180日以内に、アメリカが加盟して資金拠出などの支援をしている全ての国際政府間組織、アメリカが当事国となっている全ての条約や協定について、アメリカの利益に反していないか見直し、アメリカがこれら組織などから脱退すべきか否かについて、大統領補佐官（国家安全保障担当）を通じて大統領に報告するよう命じた[83][84]。
- 2025年5月、アメリカ最高裁判所、アメリカ政府がベネズエラ移民の「一時保護資格（TPS）」を剝奪することを当面認める判断を認める判決を出す。「一時保護資格（TPS）」は自然災害や紛争などが起きた国から避難してきた人に一時的な滞在と就労を認める制度であり、バイデン政権（民主党）の時に人道的な理由で対象国を拡大し、ロシアによる軍事侵攻が続くウクライナのほか、ベネズエラやハイチなど、17か国が保護の対象として指定されている[85]。そして、バイデン政権（民主党）の末期に資格認定を2026年10月まで延長していた。その延長に対して国土安全保障省のクリスティ・ノーム長官（共和党）が2025年2月にバイデン政権が認めた延長を撤回してアメリカに住む約35万人のベネズエラ人の一時保護資格を事実上剝奪すると発表した。そして、一時保護資格対象者を支援する団体が訴訟を起こし、連邦地裁が同年3月末に延長撤回措置を一時差し止める命令を出していたが、同年5月19日にアメリカ最高裁判所によりベネズエラ人の一時保護資格剝奪を容認する判決が下された。なお、差し止めの解除にはリベラル派2人が反対しその内の1人であるケタンジ・ブラウン・ジャクソン判事が反対を表明した。そして、延長撤回の是非自体については控訴裁で審理を継続することとなった[86][87][88]。
- 2025年5月、アメリカ最高裁判所、アメリカ政府が移民に対する一時的在留資格取り消しを容認する判決を出す。2025年3月にトランプ大統領（共和党）は、バイデン大統領（民主党）が許可していたキューバ、ハイチ、ニカラグア、ベネズエラ出身の移民に対する最長2年の一時的在留資格に対して取り消すと発表した。この発表に対して、ボストンの連邦地裁は、差し止め命令を出していたが、アメリカ最高裁判所により、50万人超の移民に対する一時的在留資格取り消しをアメリカ政府が行うことを当面認める判断を下された。なお、最高裁のリベラル派のケタンジ・ブラウン・ジャクソン判事とソニア・ソトマイヨール判事は反対を表明している[89][88]。
- 2025年6月、アメリカ最高裁判所、出生地主義を見直す大統領令の差し止め命令の一部を無効と判断。前述の2025年1月にトランプ大統領（共和党）が署名したアメリカで生まれた子どもに自動的に国籍を与える出生地主義制度を大幅に見直す大統領令に対して22の州で州政府や移民の権利団体の提訴による一時差し止めに対して、保守派判事6人が支持し、リベラル派判事3人が反対する形でアメリカ最高裁判所の差し止め命令の一部停止を認めるとともに判決(202年6月27日)から30日間は大統領令の執行を停止し、各州の連邦地裁に差し戻しされ改めて審理するよう命じる判決を出した。また、アメリカ最高裁判所は、差し止めは差し止めるよう提訴した原告（22の州で州政府や移民の権利団体）が対象であり、同様の状況に置かれている人までは対象にしないとした。
また、大統領令が合憲か違憲であるかについては、判決で言及されることはなく、大統領令が出生地主義を禁じることが可能か踏み込んでいないため、新たな訴訟の余地を残したため、アメリカ自由人権協会（ACLU）などの人権擁護団体が、大統領令は違憲だとしてトランプ政権に対して全米規模の集団訴訟を提起している。そして、この判決で判決から30日を過ぎた場合、その日以降に生まれた移民の子供達の保護が受けられなく可能性が生じる。
この判決に対してトランプ大統領（共和党）は、記者会見で「この制度は、奴隷だった子供達のために設けられたもので制度を悪用して、休暇で入国しようとする人々を対象にしたものではない。」などと説明して「大きな勝利だ。」と訴え、トゥルース・ソーシャルで「最高裁での大きな勝利だ！出生地主義の詐欺も、間接的な大きな打撃を受けた。」と歓迎した[90][91][92]。

- 上記のアメリカの人権と人権政策に関する備考
  - 徴兵制度に関する政策はアメリカの徴兵制の歴史を参照。
  - 民主共和党、ジェファーソン共和党は民主党 (アメリカ合衆国)の前身である。
  - 連邦党、ホイッグ党は共和党 (アメリカ合衆国)の前身である。

## 戦争・武力行使による人権侵害

### アメリカの戦争・武力行使による人権侵害の傾向
- アメリカは、戦争で意図的または誤爆で非戦闘員である民間人を大量殺害した。
- 爆撃には大量殺害のための武器として爆弾、焼夷弾、原子爆弾、枯葉剤を使用した。
- 戦争終結後も核兵器、枯葉剤の影響で、土壌・地下水・湖沼・河川の汚染と、遺伝子に異変が発生したと推測される先天性障害の発生が継続している。
- 歴代のアメリカの政府・議会は、2024年現在でも戦争・武力行使による民間人大量殺害を正当化している。
- アメリカ合衆国連邦政府は「アメリカ合衆国憲法はアメリカ国民及びアメリカ国内にしか適用されない。」から憲法で保障されている人権は外国人及び外国領土には認められない[93] としている。

## 国際人権条約の規定に関する順守・違反の状況
- アメリカは2025年5月時点で、ジェノサイドの処罰と予防に関する条約の加盟国である[94]。
- アメリカは2025年5月時点で、陸上の軍隊の負傷者と病人の条件の改善のためのジュネーブ条約（Geneva Convention for the Amelioration of the Condition of the Wounded and Sick in Armed Forces in the Field）、海上の軍隊の負傷者と病人と遭難者の条件の改善のためのジュネーブ条約（Geneva Convention for the Amelioration of the Condition of Wounded, Sick and Shipwrecked Members of Armed Forces at Sea）、戦争捕虜の取り扱いに関するジュネーブ条約（Geneva Convention relative to the Treatment of Prisoners of War）、戦争時の民間人の保護に関するジュネーブ条約（Geneva Convention relative to the Protection of Civilian Persons in Time of War）の加盟国である[95]。
- アメリカは2025年5月時点で、拷問・他の残虐な、非人道的な又は品位を傷つける取扱い又は刑罰に関する条約（CAT）の加盟国である[96]。
- アメリカは2025年5月時点で、難民の地位に関する条約の未加盟国（未署名）[97]。
- アメリカは2025年5月時点で、経済的・社会的・文化的権利に関する国際規約の未加盟国（署名済・未批准）[98]。
- アメリカは2025年5月時点で、女子に対するあらゆる形態の差別の撤廃に関する条約の未加盟国（署名済・未批准）[99]。
- アメリカは2025年5月時点で、児童の権利に関する条約の未加盟国（署名済・未批准）[100]。

## 公的な社会保障・福祉制度の普及度
- アメリカは為替レート基準、購買力平価基準ともに人口一人当たりのGDPが高い経済先進国の中では、保健・医療、保育・育児・介護、年金・失業給付・生活保護、学校教育などの、人々の生活に必要不可欠な分野に対する公的な社会保障・福祉制度・金銭支給の普及度が低く、その財源となる所得・財産・経済行為に対する課税による、経済的な付加価値の再分配政策・制度が貧弱である。
アメリカは公的な社会保障・福祉制度の普及度が高い国と比較して、保健・医療、保育・育児・介護、年金・失業給付・生活保護、学校教育などの、人々の生活に必要不可欠な分野である社会保障・福祉制度・金銭支給を政府が行う公的な行政サービスではなく、民間の商業ビジネスとして実現している。それらの政策は国家の経済規模のうち、政府部門の経済の比率が比較的低く、民間部門の経済の比率が比較的大きい国家経営政策であり、小さな政府と表現されている政策である。
その結果として所得水準・生活水準・経済的な貧富の格差は経済的に豊かな国の中では最も高いグループの水準であり、保健、医療、保育、育児、介護、年金、失業給付、生活保護、学校教育などの、人々の生活に必要不可欠な分野のサービスは、経済的な富裕階層は商業ビジネスの顧客として有料サービスを享受できるが、経済的な貧困階層は商業ビジネスの顧客としてサービスを十分に享受できない状態である。
- 人々の生活に必要不可欠な分野に対する公的な社会保障・福祉制度・金銭支給の普及度の指標の一つとして、保健・医療の分野では、他の先進諸国と比較すると先進国としては、保健支出に対する政府負担率がスイスに次いで低く、個人負担率が高い。GDPに対する保健支出の比率は高く、政府支出に対する保健支出の比率は、イギリス・日本に次いで3番目に高く、人口一人当たりの保健支出は最も高い。平均寿命・平均健康寿命は低く、15-60歳の死亡率・5歳未満の死亡率・1歳未満死亡率は高く、保健支出額に対する生命・健康の保護の指標は低く、費用対効果が低い結果になっている。
- アメリカの医学・医療技術の水準の指標の一つとして、ノーベル賞の医学・生理学部門の受賞者数に対するアメリカ国籍者数は、下表のようになっており、アメリカの医学の水準は1950年代以後は世界で最高水準である。

| 年代              | 総受賞者数（人） | アメリカ国籍者数（人） | 割合（％） |
| ----------------- | ---------------- | ---------------------- | ---------- |
| 1901-1909年       | 11               | 0                      | 0          |
| 1910-1919年       | 6                | 0                      | 0          |
| 1920-1929年       | 11               | 0                      | 0          |
| 1930-1939年       | 14               | 4                      | 28.6       |
| 1940-1949年       | 16               | 6                      | 37.5       |
| 1950-1959年       | 20               | 14                     | 70.0       |
| 1960-1969年       | 26               | 13                     | 50.0       |
| 1970-1979年       | 25               | 12                     | 48.0       |
| 1980-1989年       | 23               | 13                     | 56.5       |
| 1990-1999年       | 20               | 13                     | 65.0       |
| 2000-2009年       | 26               | 13                     | 50.0       |
| 2010-2019年       | 24               | 10                     | 41.7       |
| 2020-2024年       | 10               | 7                      | 70.0       |
| 累計（1901-2024） | 232              | 105                    | 45.3       |
| 累計（1950-2024） | 174              | 95                     | 54.6       |

- アメリカは医学・医療技術の水準が世界で最高であっても、市民が政府の保健サービスを受給する比率が低く、市民が民間の商業ビジネスの保健サービスを受けることを推奨する政策なので、経済的な貧困階層は商業ビジネスの顧客として保健サービスを十分に享受できず、医学・医療技術の水準を市民の生命・健康の保護の水準を向上させることに、影響力を十分に発揮できていない。

| 国名 | 保健支出の 政府負担率 | 保健支出比率 | 保健支出比率 | 一人当 保健支出 | 2024年の平均寿命 | 2024年の平均寿命 | 2024年の平均寿命 | 2021年の平均寿命 | 2021年の平均寿命 | 2021年の平均寿命 | 平均健康寿命 | 平均健康寿命 | 15-60歳死亡率 | 15-60歳死亡率 | 5歳未満 死亡率 | 1歳未満死亡率 | 1歳未満死亡率 | 1歳未満死亡率 |
| 国名 | 保健支出の 政府負担率 | GDP          | 政府支出     | 一人当 保健支出 | 男               | 女               | 合計             | 男               | 女               | 合計             | 男           | 女           | 男            | 女            | 5歳未満 死亡率 | 男            | 女            | 合計          |
| --- | --------------------- | ------------ | ------------ | --------------- | ---------------- | ---------------- | ---------------- | ---------------- | ---------------- | ---------------- | ------------ | ------------ | ------------- | ------------- | -------------- | ------------- | ------------- | ------------- |
| アメリカ合衆国 | 55.40                 | 17.36        | 21.41        | 12,012.24       | 78.7             | 83.1             | 80.9             | 73.7             | 79.2             | 76.4             | 62.8         | 65.1         | 178           | 102           | 6.33           | 5.82          | 4.99          | 5.41          |
| カナダ | 72.92                 | 12.33        | 19.61        | 6,470.07        | 81.9             | 86.6             | 84.2             | 79.4             | 83.8             | 81.6             | 68.9         | 70.6         | 93            | 51            | 5.02           | 4.75          | 4.03          | 4.40          |
| オーストラリア | 76.04                 | 10.54        | 19.32        | 7,055.37        | 81.3             | 85.7             | 83.5             | 81.3             | 84.9             | 83.1             | 70.1         | 71.1         | 73            | 42            | 3.77           | 3.46          | 2.96          | 3.21          |
| イギリス | 83.69                 | 12.36        | 22.36        | 5,738.48        | 80.1             | 84.4             | 82.2             | 78.3             | 81.9             | 80.1             | 68.2         | 69.0         | 97            | 60            | 4.18           | 3.98          | 3.30          | 3.65          |
| フランス | 75.62                 | 12.31        | 15.76        | 5,380.88        | 79.8             | 85.5             | 82.6             | 79.1             | 84.7             | 81.9             | 69.1         | 71.0         | 94            | 46            | 4.13           | 3.61          | 3.00          | 3.31          |
| スイス | 36.21                 | 11.80        | 11.72        | 10,897.45       | 82.0             | 85.8             | 83.9             | 81.5             | 85.1             | 83.3             | 70.9         | 71.4         | 57            | 33            | 4.02           | 3.81          | 3.23          | 3.53          |
| イタリア | 75.46                 | 9.38         | 12.36        | 3,349.60        | 80.7             | 85.5             | 83.0             | 80.0             | 84.3             | 82.2             | 70.0         | 71.1         | 69            | 39            | 2.75           | 2.51          | 2.17          | 2.34          |
| ドイツ | 79.05                 | 12.93        | 19.95        | 6,626.00        | 79.6             | 84.4             | 81.9             | 78.2             | 82.9             | 80.5             | 68.4         | 69.4         | 89            | 48            | 3.62           | 3.29          | 2.84          | 3.07          |
| フィンランド | 82.01                 | 10.25        | 15.07        | 5,487.88        | 79.3             | 85.2             | 82.2             | 79.0             | 84.1             | 81.5             | 68.8         | 71.0         | 87            | 43            | 2.32           | 2.04          | 1.73          | 1.89          |
| スウェーデン | 85.92                 | 11.25        | 19.55        | 6,900.78        | 81.2             | 84.7             | 82.9             | 81.0             | 84.3             | 82.7             | 71.0         | 71.2         | 59            | 37            | 4.02           | 2.24          | 1.89          | 2.06          |
| ノルウェー | 85.56                 | 9.92         | 17.57        | 9,020.63        | 81.3             | 84.6             | 82.9             | 81.5             | 84.3             | 82.9             | 71.2         | 71.1         | 56            | 36            | 2.23           | 1.99          | 1.63          | 1.82          |
| アイスランド | 83.67                 | 9.73         | 16.37        | 6,716.37        | 81.8             | 86.3             | 84.0             | 81.3             | 83.9             | 82.6             | 71.4         | 71.3         | 67            | 42            | 2.65           | 2.25          | 1.89          | 2.07          |
| 日本 | 84.72                 | 10.82        | 21.45        | 4,347.34        | 82.3             | 88.2             | 85.2             | 81.7             | 87.2             | 84.5             | 71.9         | 74.8         | 64            | 35            | 2.34           | 1.84          | 1.66          | 1.76          |
| - 表記する項目の意味。 - 保健支出の政府負担率は2021年度の値。 - GDP・政府支出はGDP・政府支出に対する保健支出の比率の2021年度の値。 - 一人当保健支出は人口一人当たりの保健支出額の2021年度の値。 - 平均寿命は2024年度と2021年度の値、平均健康寿命は2021年度の値。 - 15-60歳死亡率は15-60歳の人口1000人中の死亡者数の2021年度の値。 - 5歳未満の死亡率は出生1000人中の5歳未満の死亡者数の2021年度の値。 - 1歳未満の死亡率は出生1000人中の1歳未満の死亡者数の2021年度の値。 - 表記の単位・精度 - 比率は％、小数1位まで表記した。 - 人口一人当たりの保健支出額は為替レート基準でドルに換算した0.01ドル単位で表記した。 - 平均寿命、平均健康寿命、5歳未満の死亡率、1歳未満の死亡率は少数2位まで表記した。 - 15-60歳の死亡率は、整数1位まで表記した。 - 資料の引用元・出典 - 保健支出の政府負担率、GDP・政府支出、2021年の平均寿命と健康寿命、15-60歳の死亡率、5歳未満の死亡率、1歳未満死亡率はWHOの 世界保健観測所（GHO）のデータ から引用した。 - 保健支出の政府負担率は、Domestic general government health expenditure (GGHE-D) as percentage of current health expenditure (CHE) (%) Data by country - GDPに対する保健支出の比率は、health expenditure (CHE) as percentage of gross domestic product (GDP) (%) Data by country - 政府支出に対する保健支出の比率は、Domestic general government health expenditure (GGHE-D) as percentage of general government expenditure (GGE) (%) Data by country - 一人当保健支出は、Current health expenditure (CHE) per capita in US$ Data by country - 2021年の平均寿命は、Life expectancy at birth (years) - 健康寿命は、Healthy life expectancy (HALE) at birth (years) - 15-60歳の死亡率は、Adult mortality rate (probability of dying between 15 and 60 years per 1000 population) - 5歳未満の死亡率は、Under-five mortality rate (probability of dying by age 5 per 1000 live births) - 1歳未満死亡率は、Infant mortality rate (probability of dying between birth and age 1 per 1000 live births) - 2024年の平均寿命はCIA World Fact Bookから引用した。 - 2024年の平均寿命は、Field Listing Life expectancy at birth |                       |              |              |                 |                  |                  |                  |                  |                  |                  |              |              |               |               |                |               |               |               |